# Экономика ЮАР
ЮАР — самая развитая в экономическом отношении страна Африки. Вместе с тем большой отпечаток на все сферы жизни современной ЮАР наложил апартеид. По-прежнему 80 % населения — в основном чернокожие — живут за чертой бедности. Высок уровень безработицы и, как следствие, преступности.

## ВВП
По итогам 2022 года номинальный ВВП страны составил 405,7 млрд долларов, а по паритету покупательной способности — 952,6 млрд международных долларов. Доля ЮАР в мировом ВВП в 2022 году составила 0,58 %, сократившись в два раза по сравнению с 1981 годом (тогда была 1,15 %).
Наибольшую долю в ВВП страны имеет провинция Гаутенг (35 %), далее следуют Квазулу-Натал (16 %), Западно-Капская (14 %), Восточно-Капская (8 %), Мпумаланга (7 %), Лимпопо (7 %), Северо-Западная (6 %), Фри-Стейт (5 %) и Северо-Капская (2 %).

## Сельское хозяйство
Сельское хозяйство высокоинтенсивное. Основную роль играют крупные фермерские хозяйства, из 35 тыс. хозяйств на 100 крупнейших приходится четверть оборота сельского хозяйства страны, более 60 % оборота приходится на хозяйства с выручкой более 30 млн рэндов ($1,6 млн). В отрасли занято 765 тыс. человек. На сельскохозяйственную продукцию приходится около 10 % экспорта ($12 млрд). Импорт продовольствия составляет около $7 млрд в год, ввозятся в первую очередь рис, пальмовое масло, пшеница, куриное мясо, соя, сахарный тростник и виски.
На зерновые культуры приходится около 30 % оборота сельского хозяйства, основной культурой является кукуруза, средний урожай составляет 15 млн т, из них до 3 млн т экспортируется. Регионов, пригодных для выращивания пшеницы мало, средний урожай в 1,8 млн т покрывает только половину потребления; также выращиваются другие зерновые, за исключением риса. Из технических культур наибольшее значение имеют сахарный тростник и хлопок, из масличных культур — канола. ЮАР является крупным производителем и экспортёром цитрусовых и других субтропических фруктов. Важной экспортной отраслью является виноделие.
В сфере животноводства наибольшее значение имеет пастбищное скотоводство. Также хорошо развито разведение кур-бройлеров; местной особенностью является продажа куриного мяса, замороженного в рассоле.

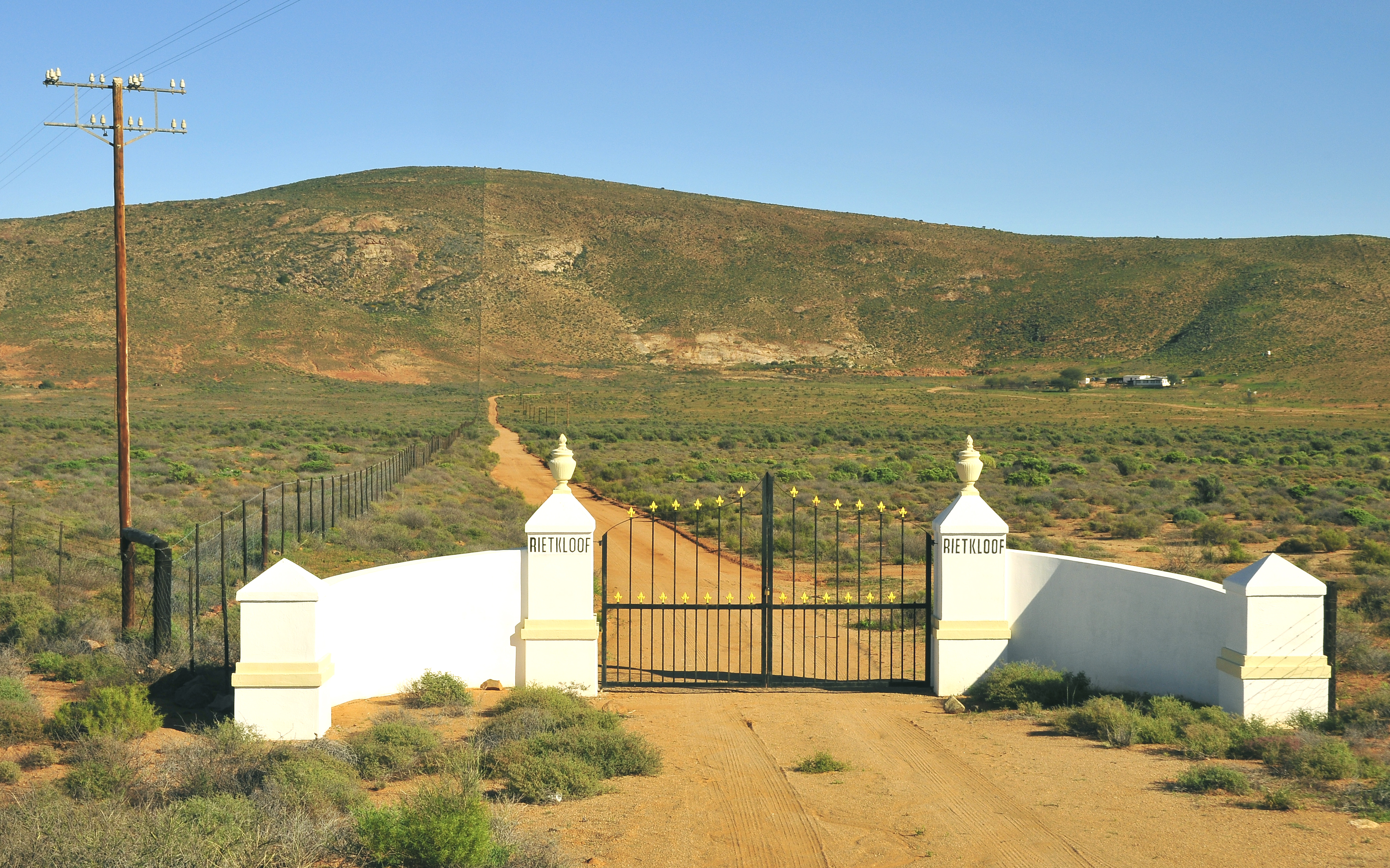
Въезд на территорию ранчо
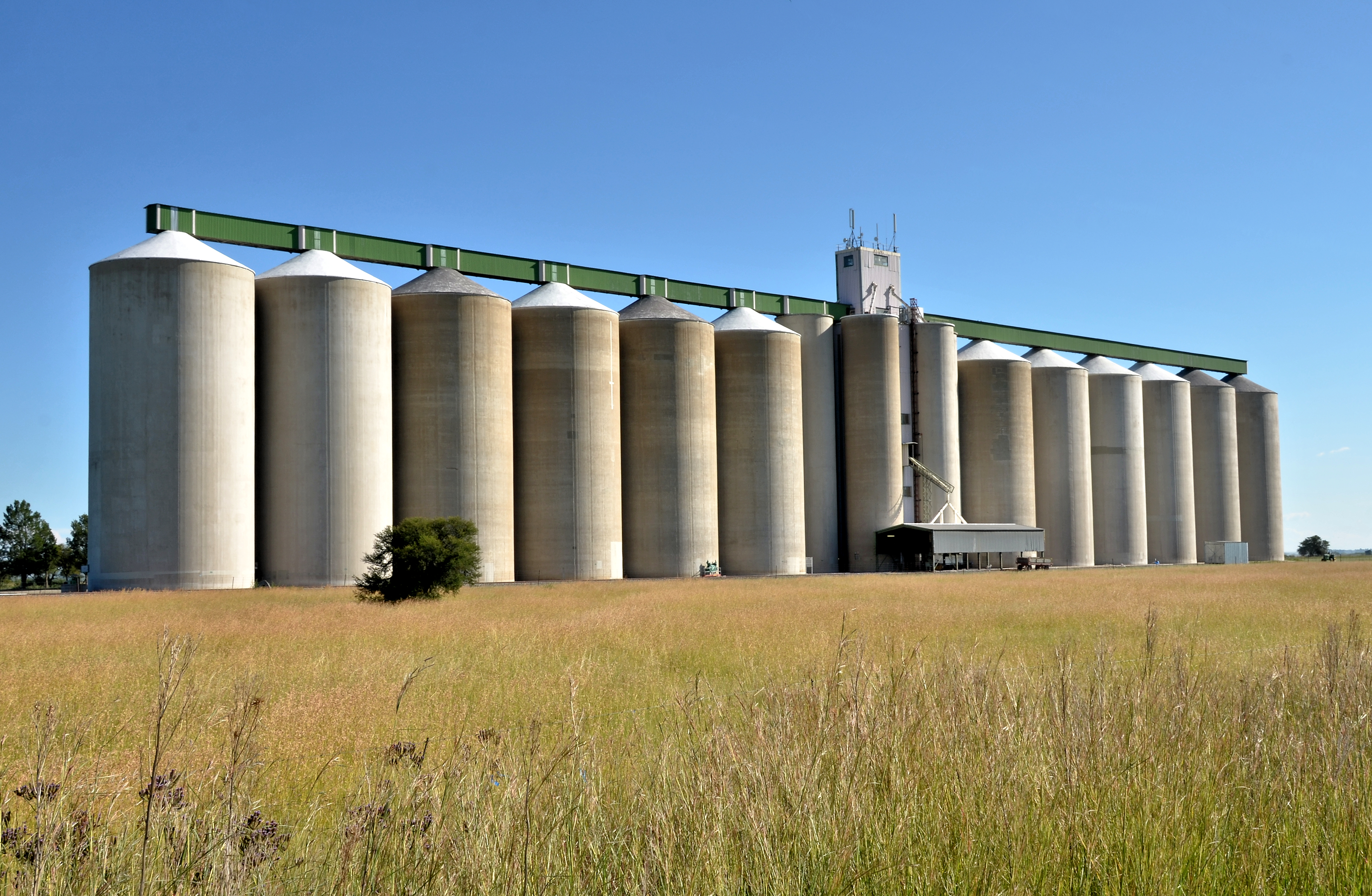
Силос в Коппис
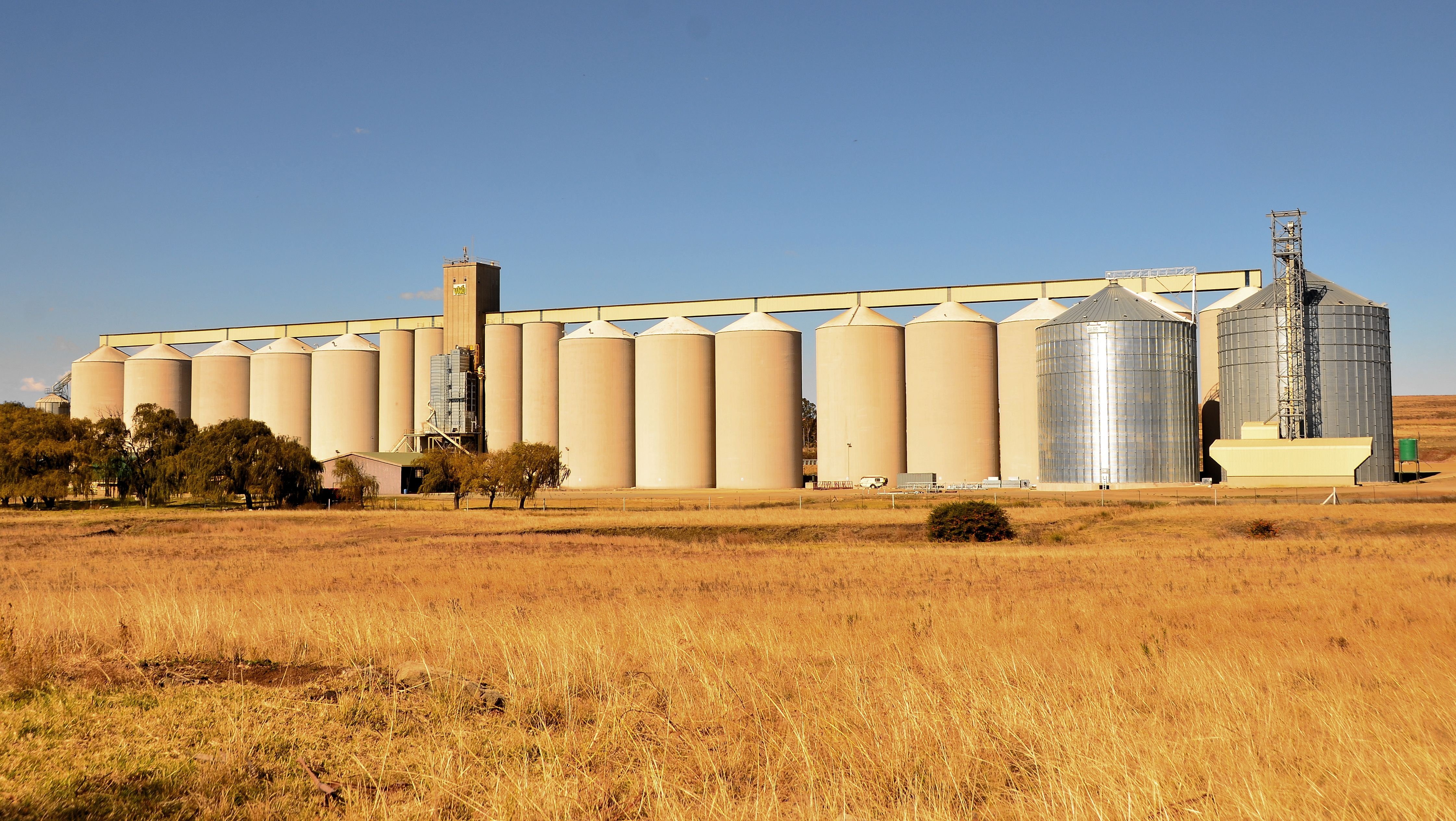
Элеватор во Вреде
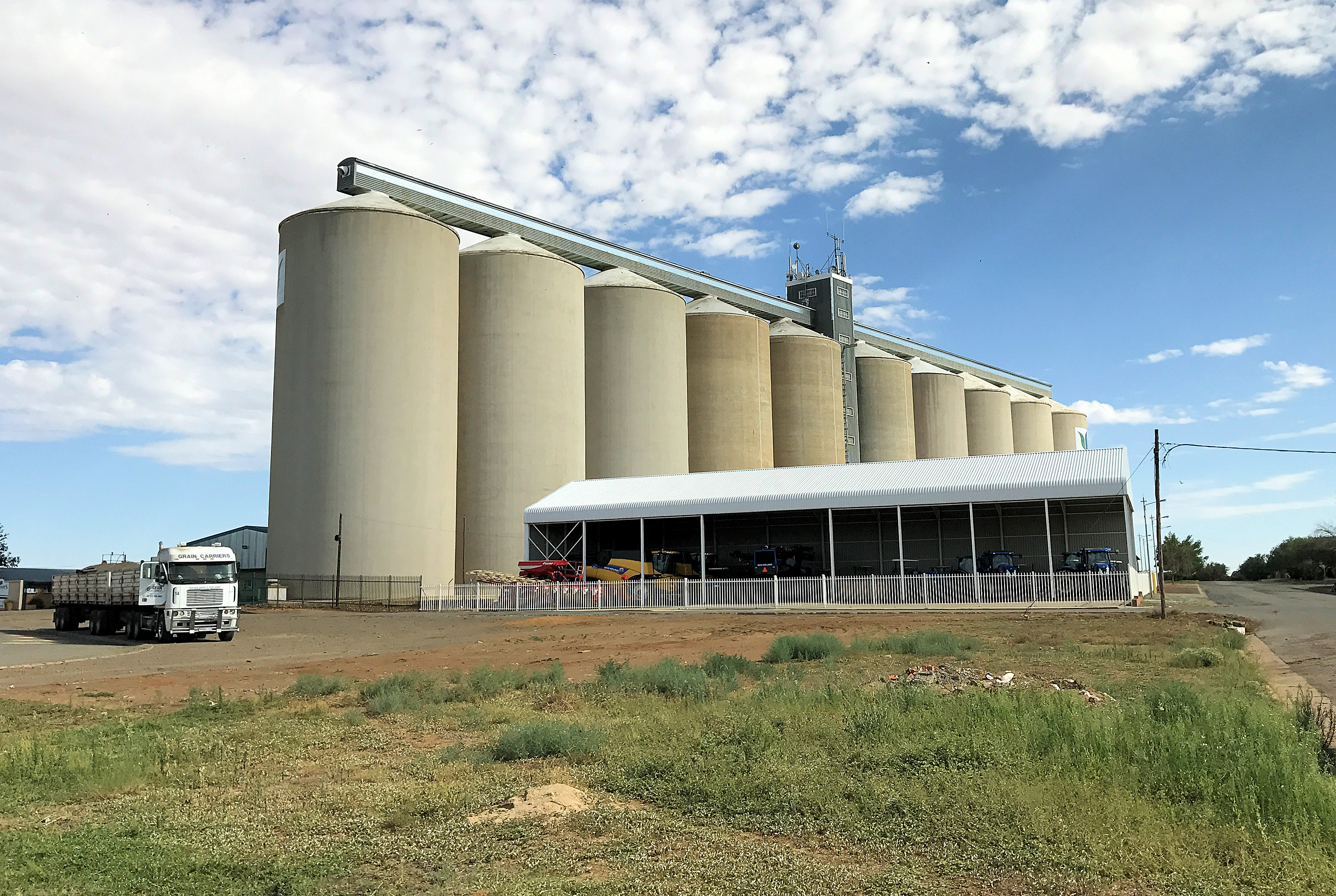
Силос в Хупстаде

## Промышленность

### Горнодобывающая промышленность
Важнейшая отрасль экономики ЮАР — горнодобывающая промышленность. На неё приходится 7 % ВВП, в ней занято около полумиллиона человек. Добываются свыше 40 видов полезных ископаемых — металлы платиновой группы, золото, уголь, марганцевые и железные руды, алмазы и т. д. ЮАР долгое время занимала первое место в мире по добыче золота, однако добыча золота постепенно снижается — в 2001 году добыто 500 тонн, в 2022 году — 346 тонн. Рекорд был поставлен в 1956 году — тогда было добыто 1000 тонн золота. В отрасли доминируют крупные частные компании, государственной является лишь нефтегазовая компания PetroSA.
ЮАР занимает первое место в мире по запасам металлов платиновой группы (91 % мировых запасов), марганца (29 %), хромитов (39 %), золота (11 %), занимает второе место по рутилу и ильмениту (руды титана, 13 % и 7 %), цирконию (19 %), ванадию (18 %), вермикулиту (40 %) и флюориту (15 %).
В 2017 году экспорт минерального сырья составил 79 млрд долларов (28 % от всего экспорта ЮАР), основными из них были золото ($4,7 млрд), уголь ($4,42 млрд), платина ($3,71 млрд), железная руда ($3,2 млрд), марганцевая руда ($2,21 млрд), палладий ($1,69 млрд), хромит ($908 млн), алмазы ($738 млн), родий ($544 млн), никель ($355 млн), иридий ($143 млн), рутений ($57 млн).
Среди крупнейших горнодобывающих компаний, работающих в ЮАР: Anglo American, BHP, Rio Tinto, Sibanye-Stillwater, Wesizwe Platinum, Northam Platinum, African Rainbow Minerals, Palabora Mining Company, Cronimet Chrome Mining, Hluma Minerals, African Exploration Mining and Finance Corporation, AngloGold Ashanti, Gold Fields.

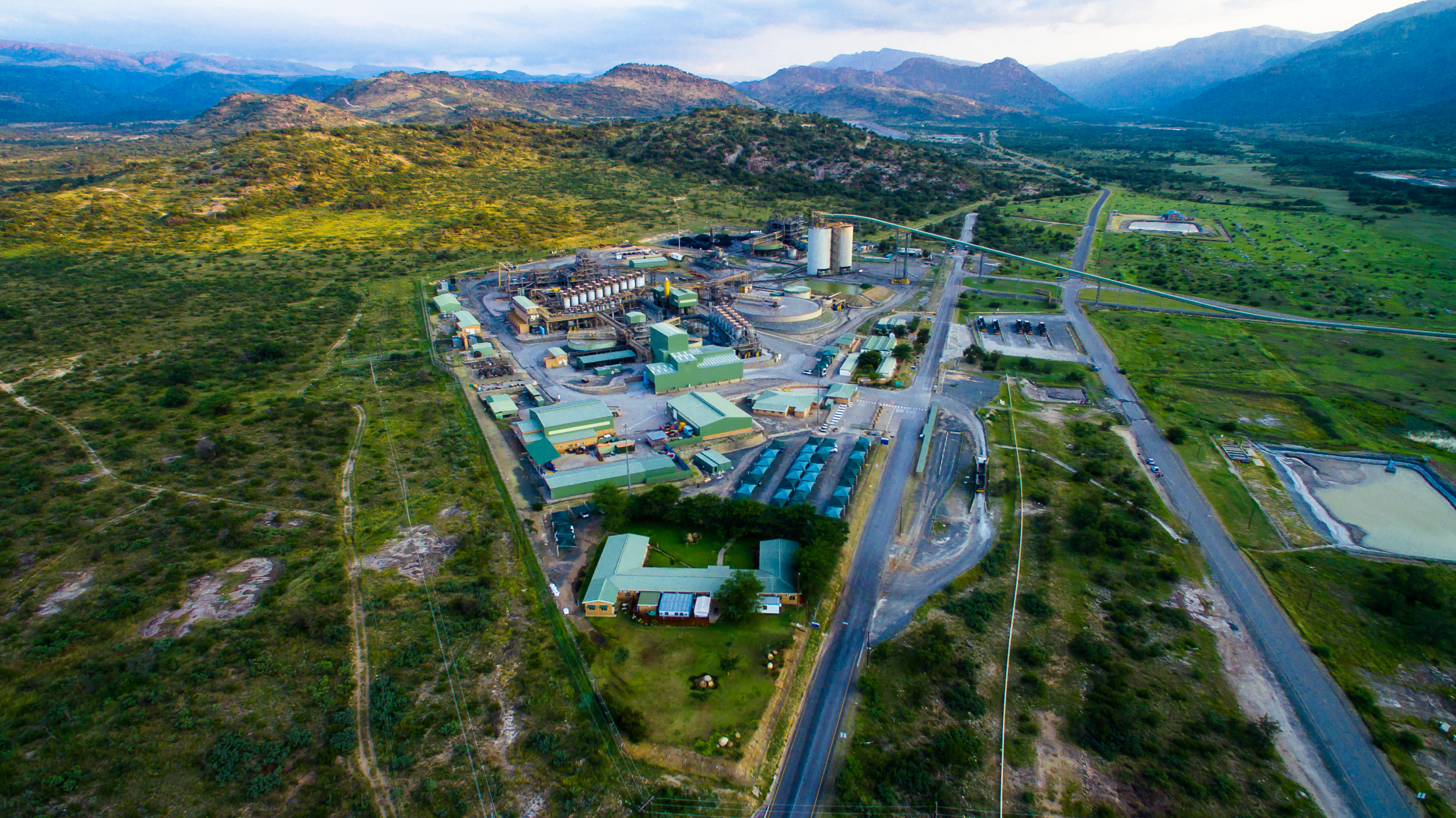
Платиновый рудник
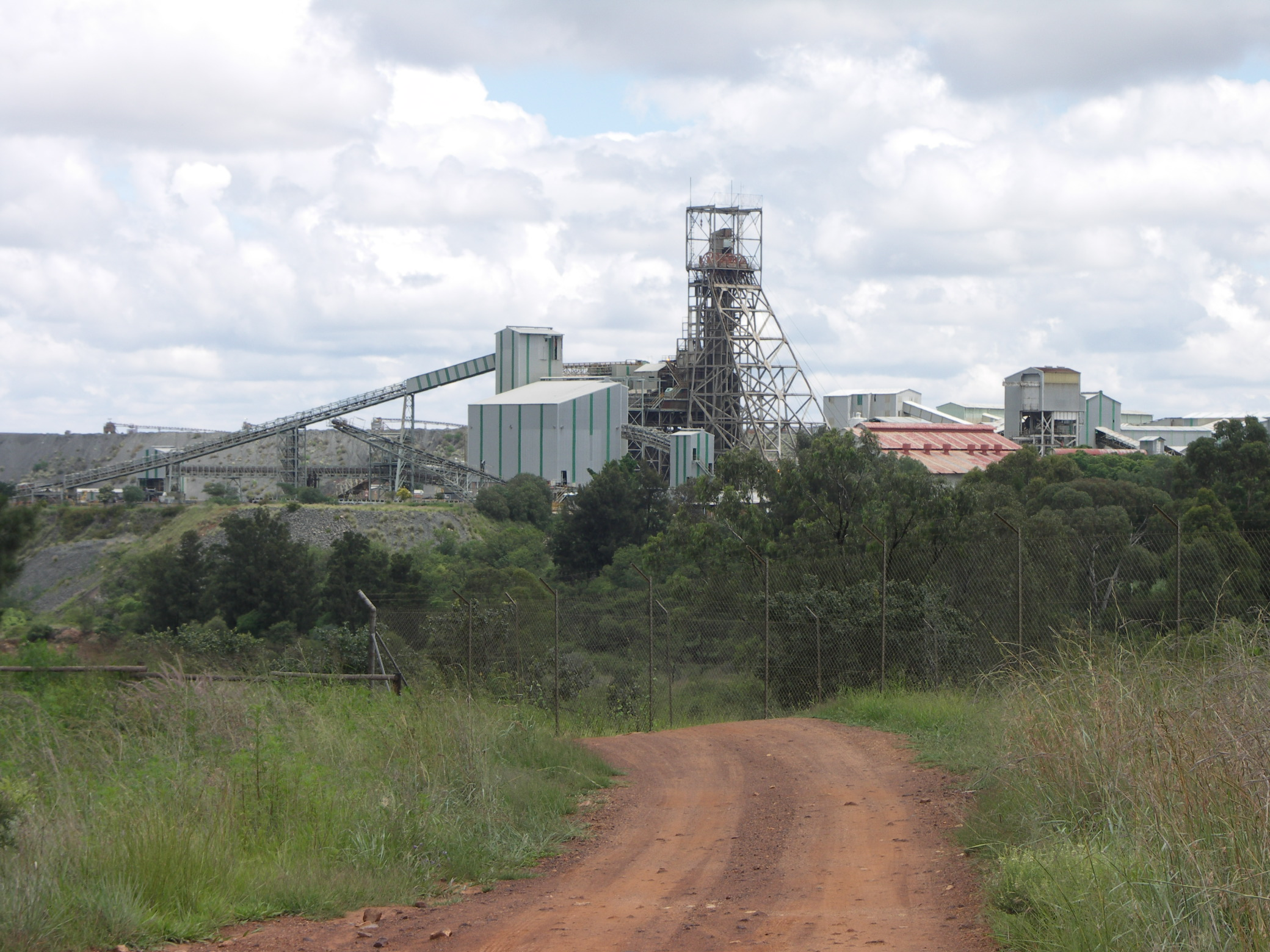
Алмазный рудник
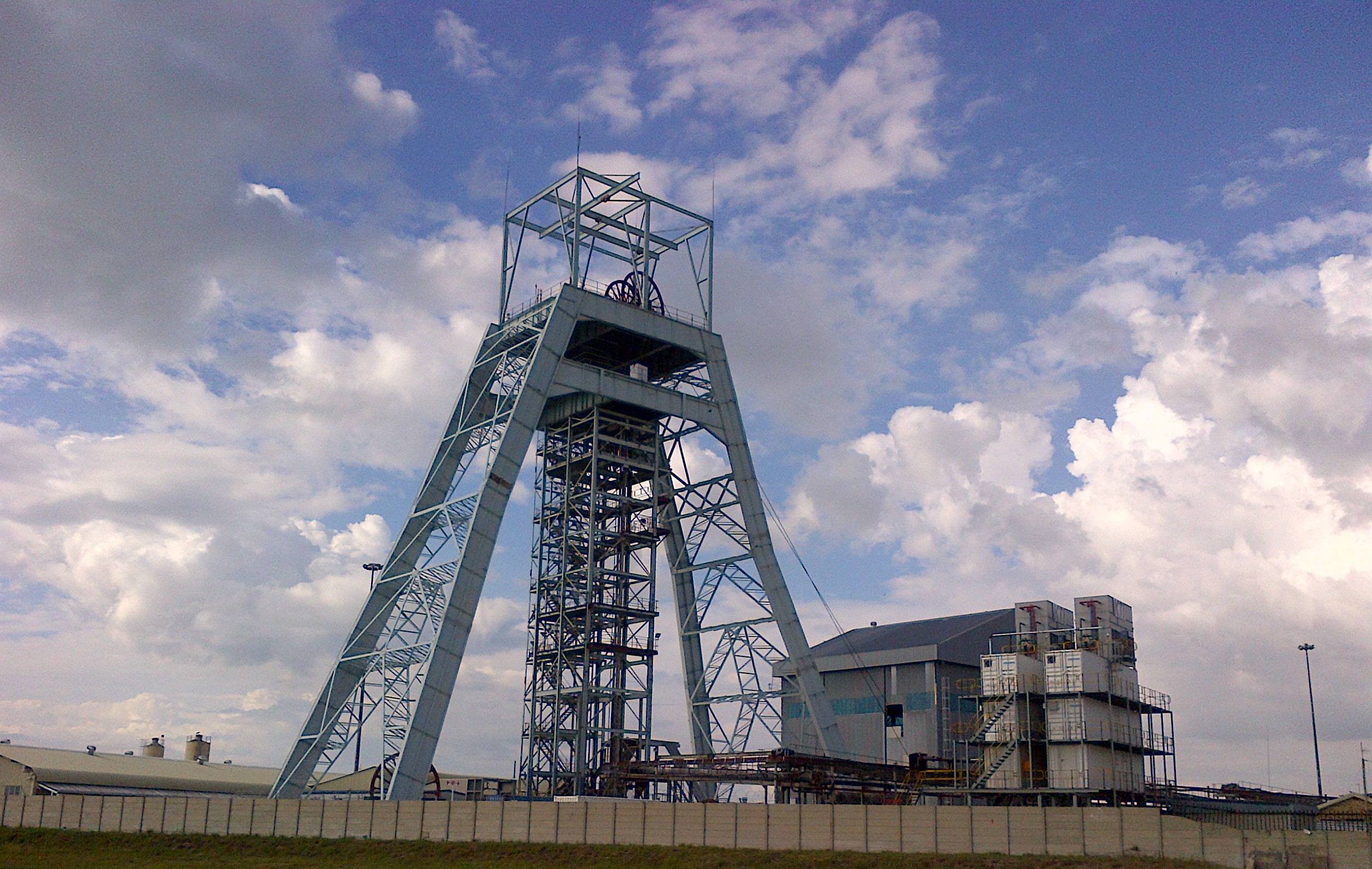
Золотой рудник
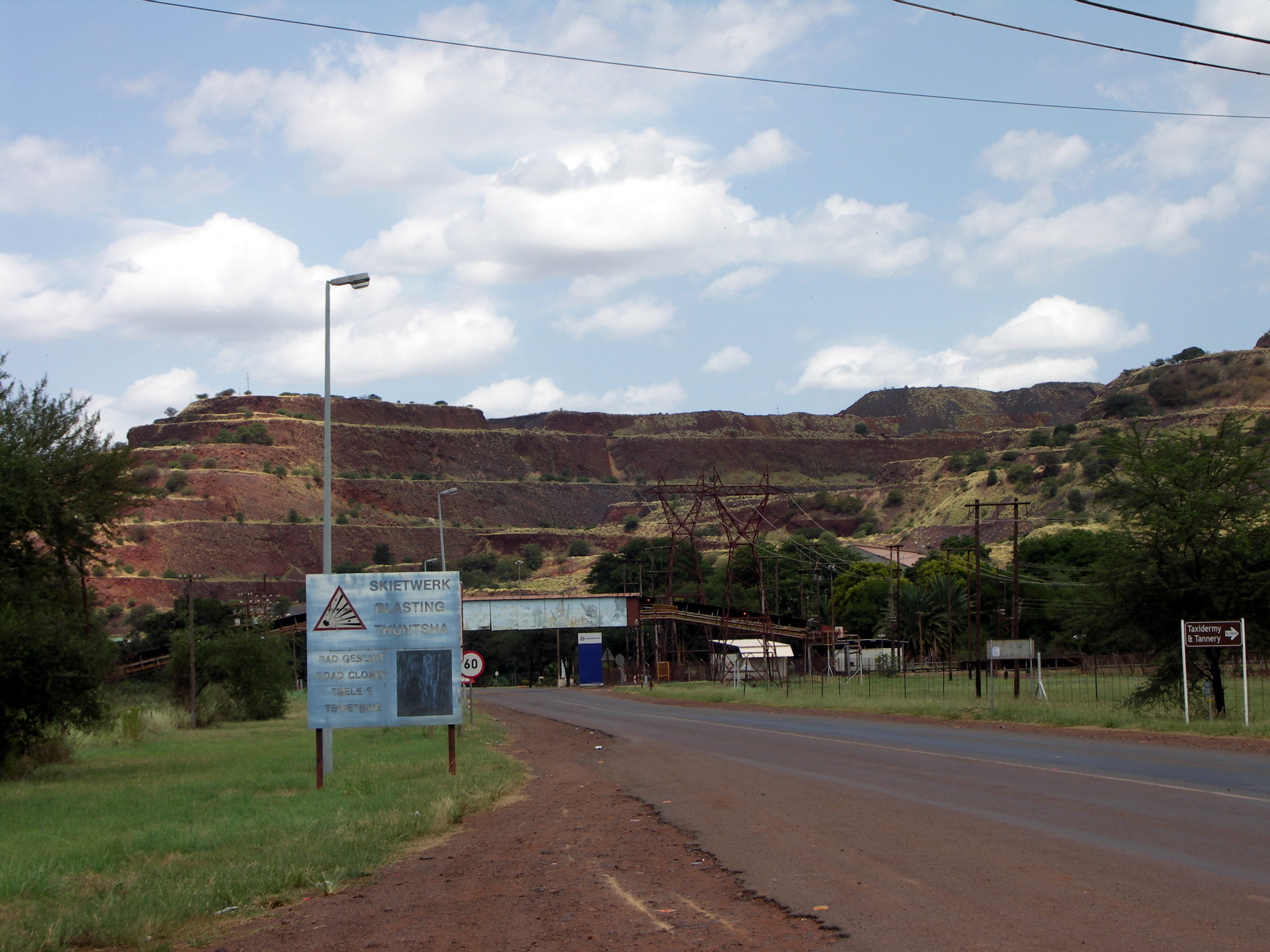
Железный рудник

### Другие отрасли промышленности
Важнейшей экспортной отраслью и источником доходов, помимо горнодобывающей отрасли, является чёрная металлургия, базирующаяся на местном сырье. Также развиты металлообработка, машиностроение (промышленное оборудование, горнодобывающее оборудование, в небольших количествах производство кузнечных прессов, металлорежущих станков, «отвёрточная» сборка автомобилей), химическая (нефтехимия, производство кислот, солей, щелочей, кальцинированной и каустической соды, минеральных удобрений), лёгкая промышленность, цветная металлургия (выплавка меди), деревообработка, производство стройматериалов, пищевая промышленность.

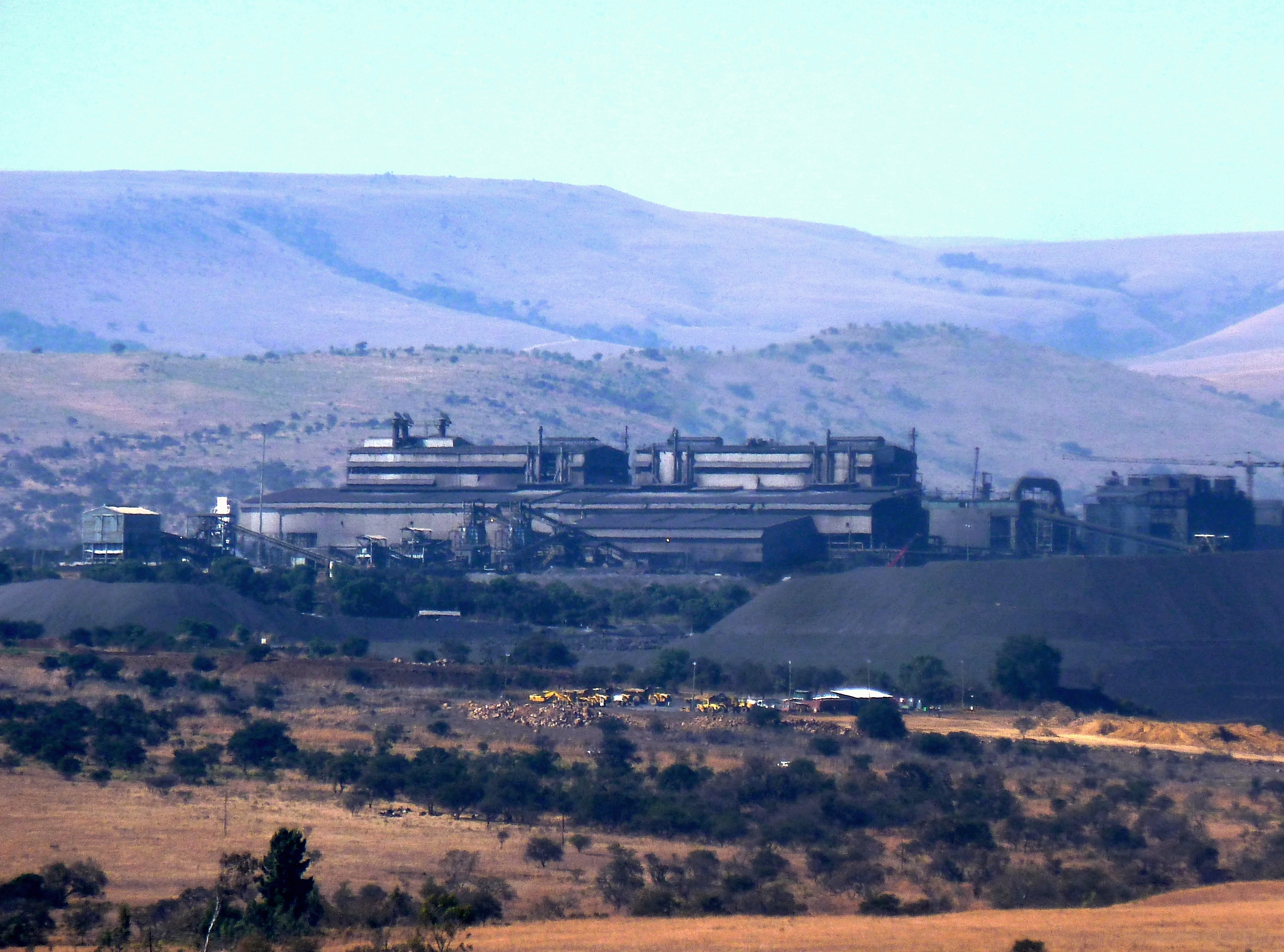
Металлургический завод Xstrata
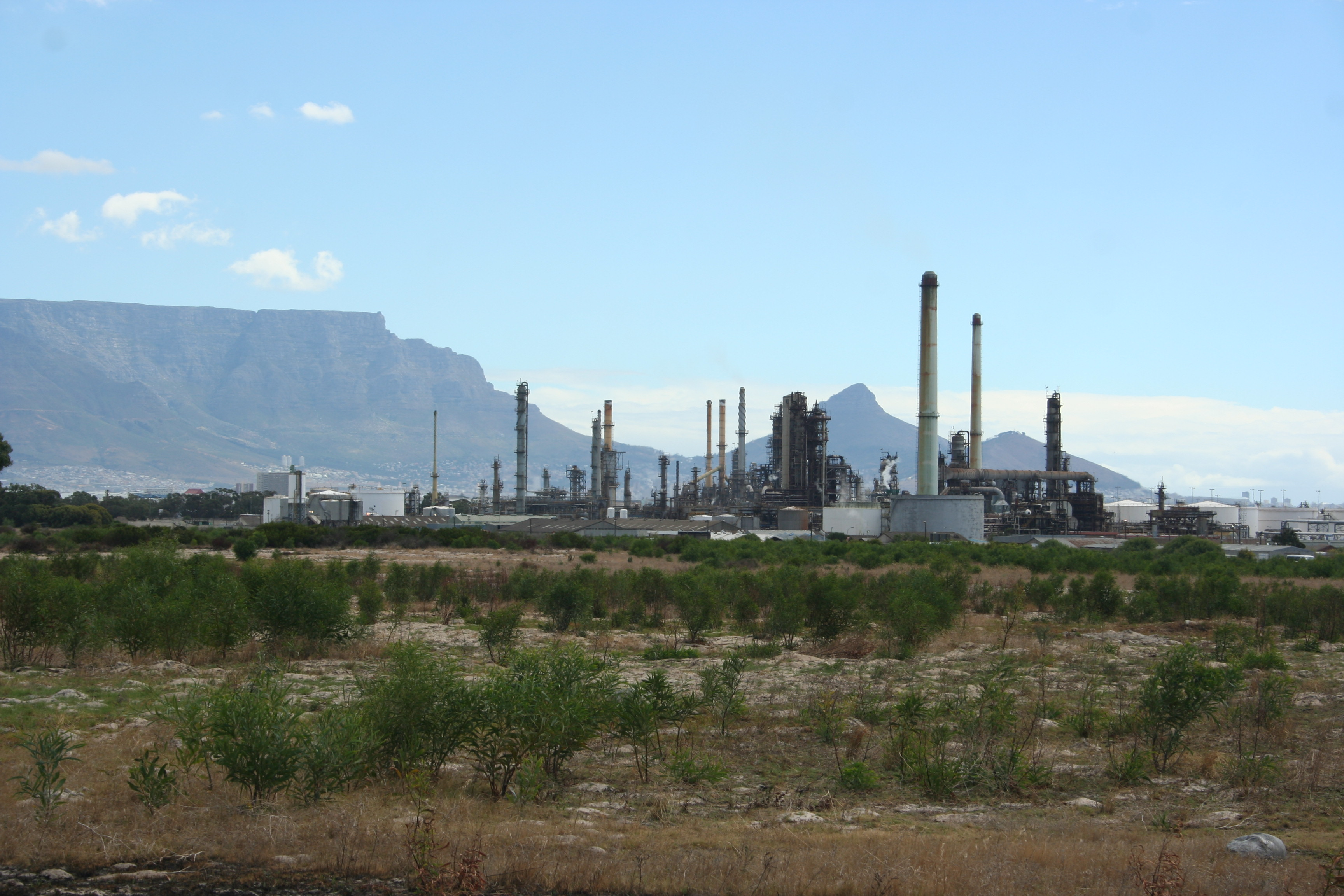
НПЗ Chevron
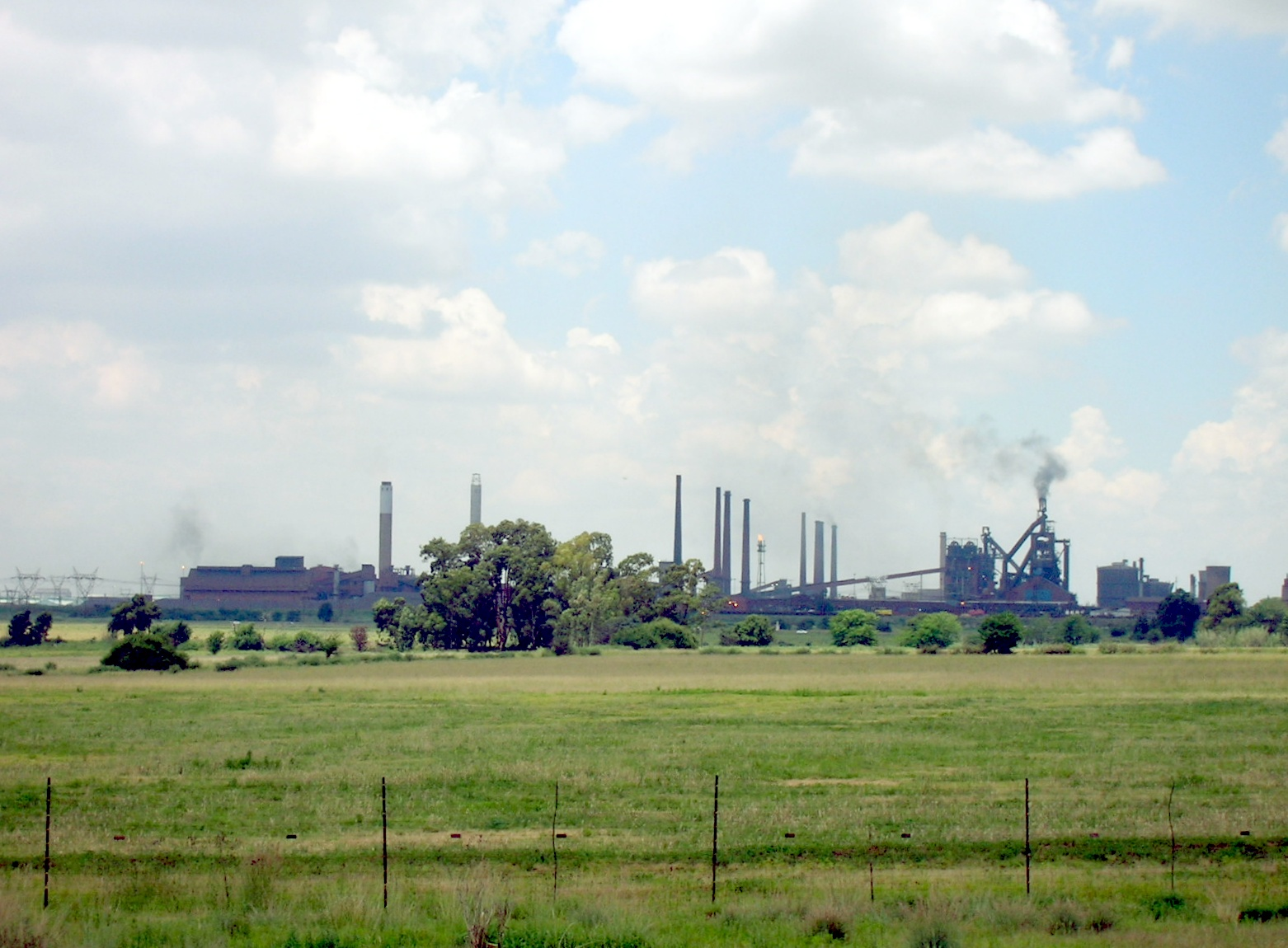
Металлургический завод ArcelorMittal
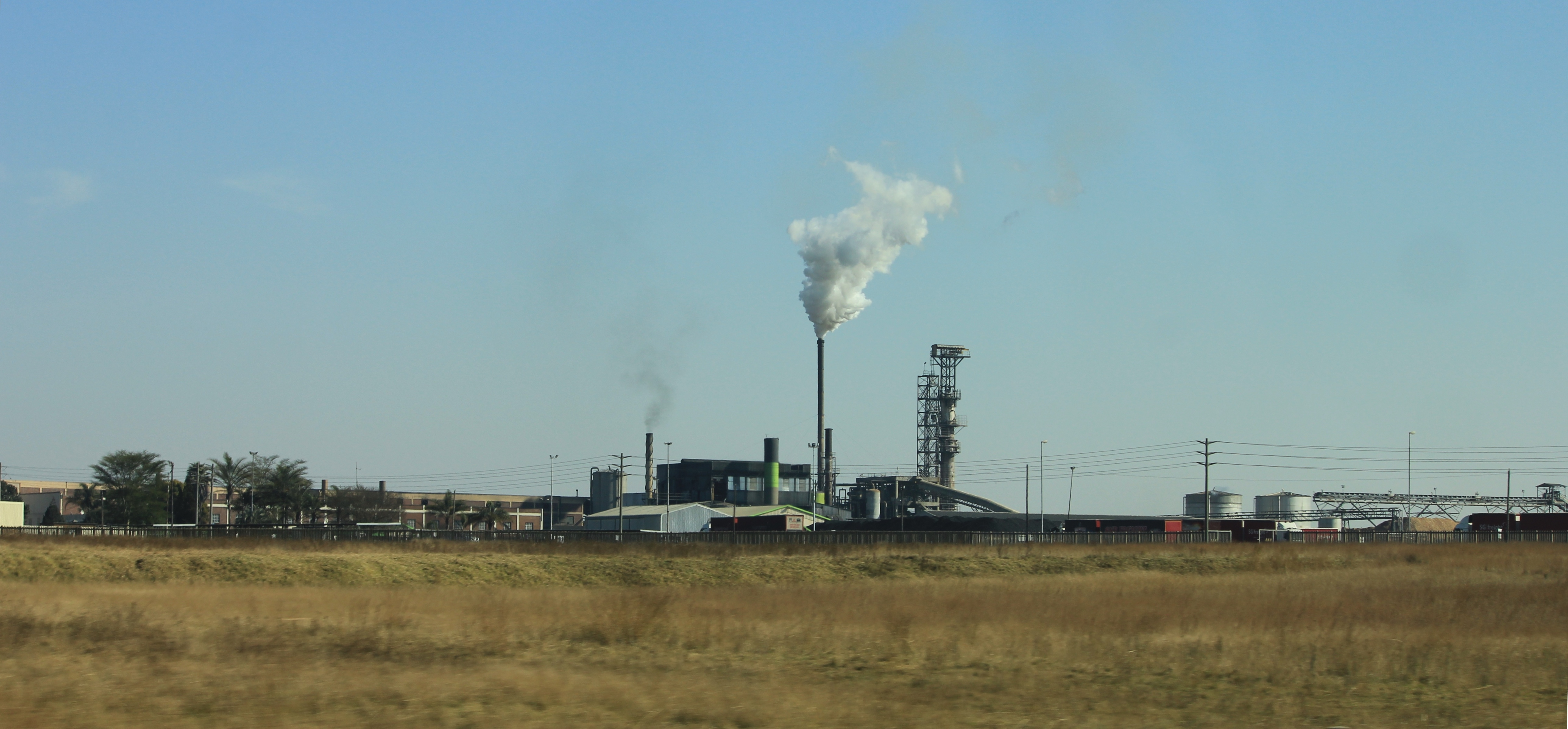
Бумажная фабрика

### Автомобилестроение
Автомобильная промышленность ЮАР начала развиваться и обрела сильные позиции ещё в середине-конце XX века. После краха режима апартеида местный рынок вырос за счёт роста достатка коренного африканского населения, и в XXI веке производство автомобилей более чем удвоилось, почти достигнув двух третей миллиона в год в 2015 году. По годовому производству автомобилей страна в 2022 году занимает 1-е место в Африке и 22-е в мире. Автопром имеет 36 тыс. рабочих мест, даёт 7,5 % ВВП и 10 % экспорта страны. Национальная программа развития автостроения APDP от 2013 года предусматривала достижение годового производства в 1,2 млн автомобилей к 2020 году (реально в 2019-м было произведено только 0,63 млн машин, в 2020-м — 0,45 млн, а в 2022-м — 0,56 млн). Около трети производства экспортируется, в том числе более половины в развитые страны (Японию, Австралию, Европу, США). Также производится и экспортируется много автомобильных комплектующих.
Крупных национальных автопроизводителей нет, сборку автомобилей в основном осуществляют иностранные компании BMW, Toyota, Ford, Mazda, Volkswagen, Daimler-Chrysler, Nissan, Fiat, Hummer, Puma (ранее также General Motors). Страна традиционно имеет серьёзные собственные технологии и производство автомобилей военного и полицейского назначения и бронетехники. В Йоханнесбурге периодически устраивается крупнейший в Африке международный автосалон Johannesburg International Motor Show.
Основным центром автомобилестроения является провинция Гаутенг, здесь находятся заводы Ford, Nissan и BMW; в Восточно-Капской провинции разместили свои предприятия Volkswagen, Isuzu и Mercedes-Benz Group; в Квазулу-Натал находится завод Toyota.
Легковые автомобили

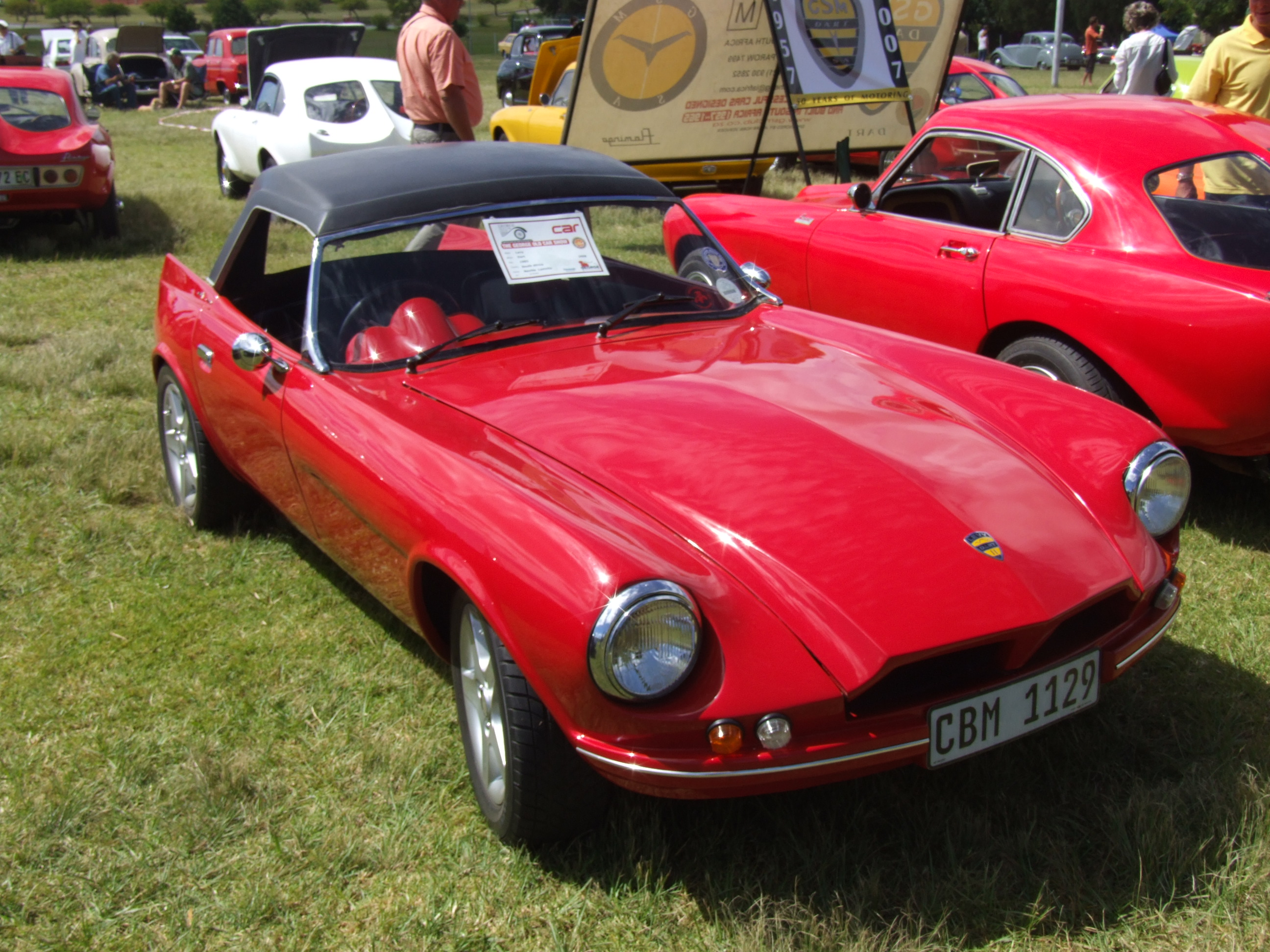
Levy Dart
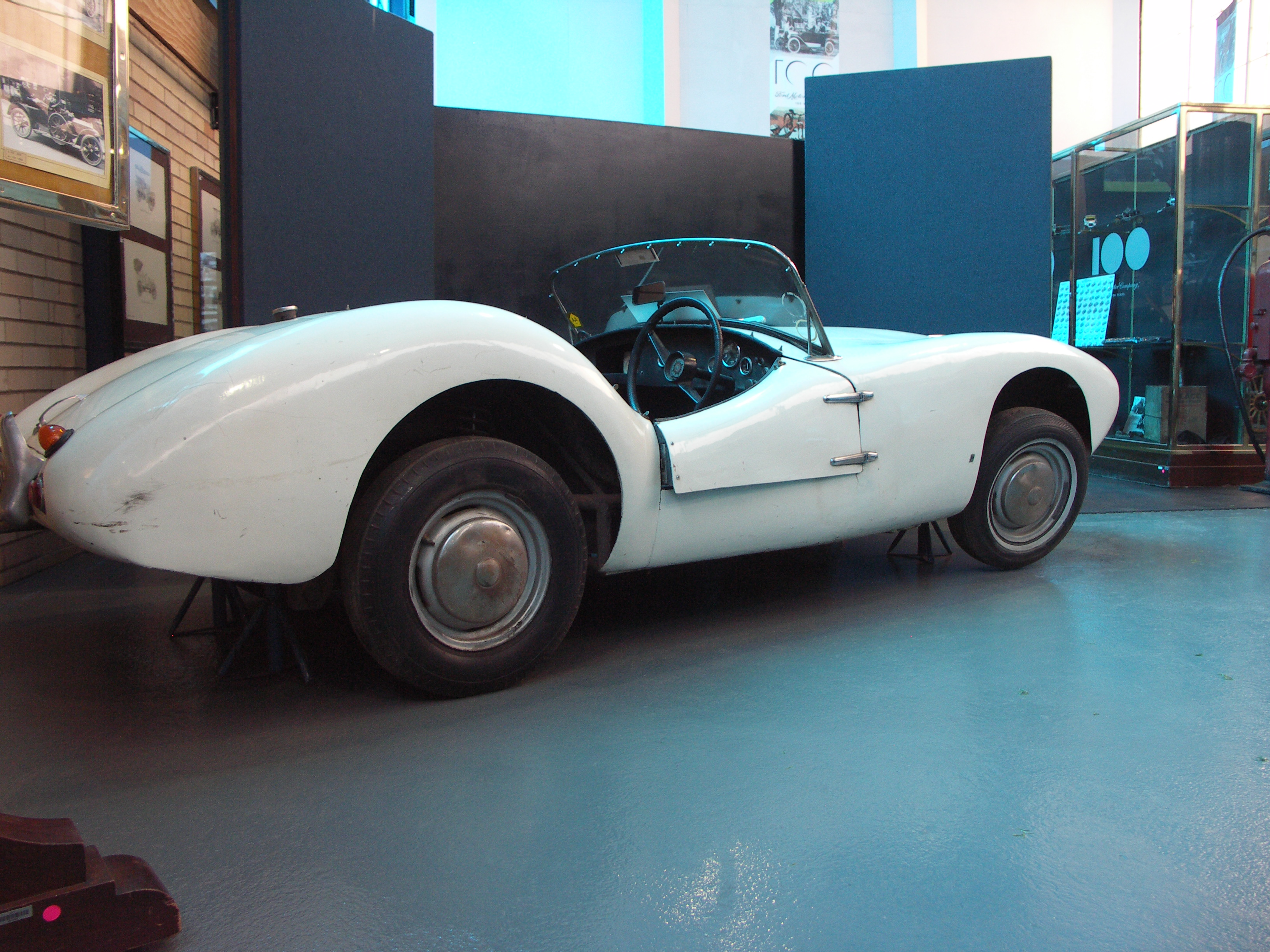
Protea
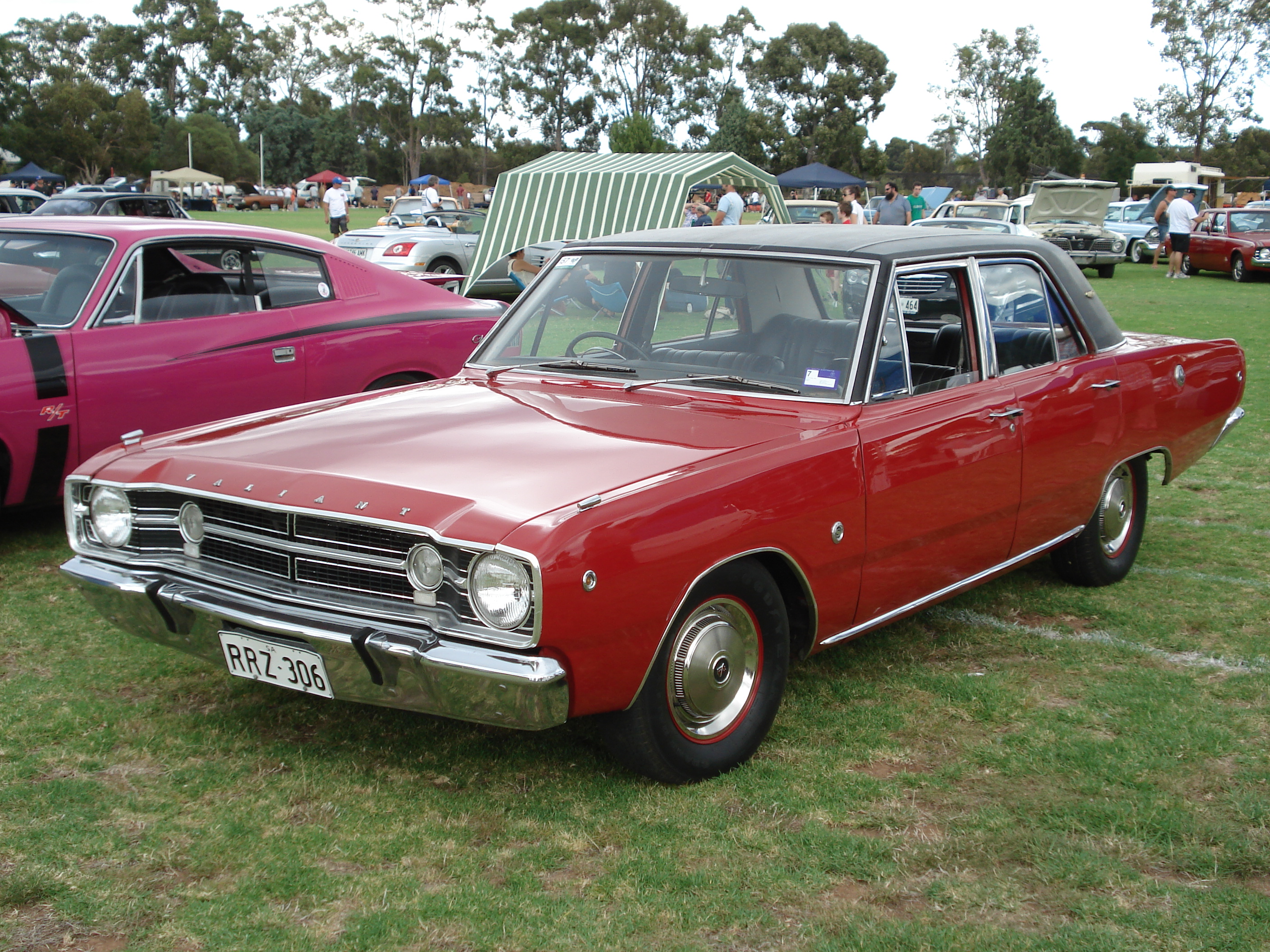
Chrysler Valiant
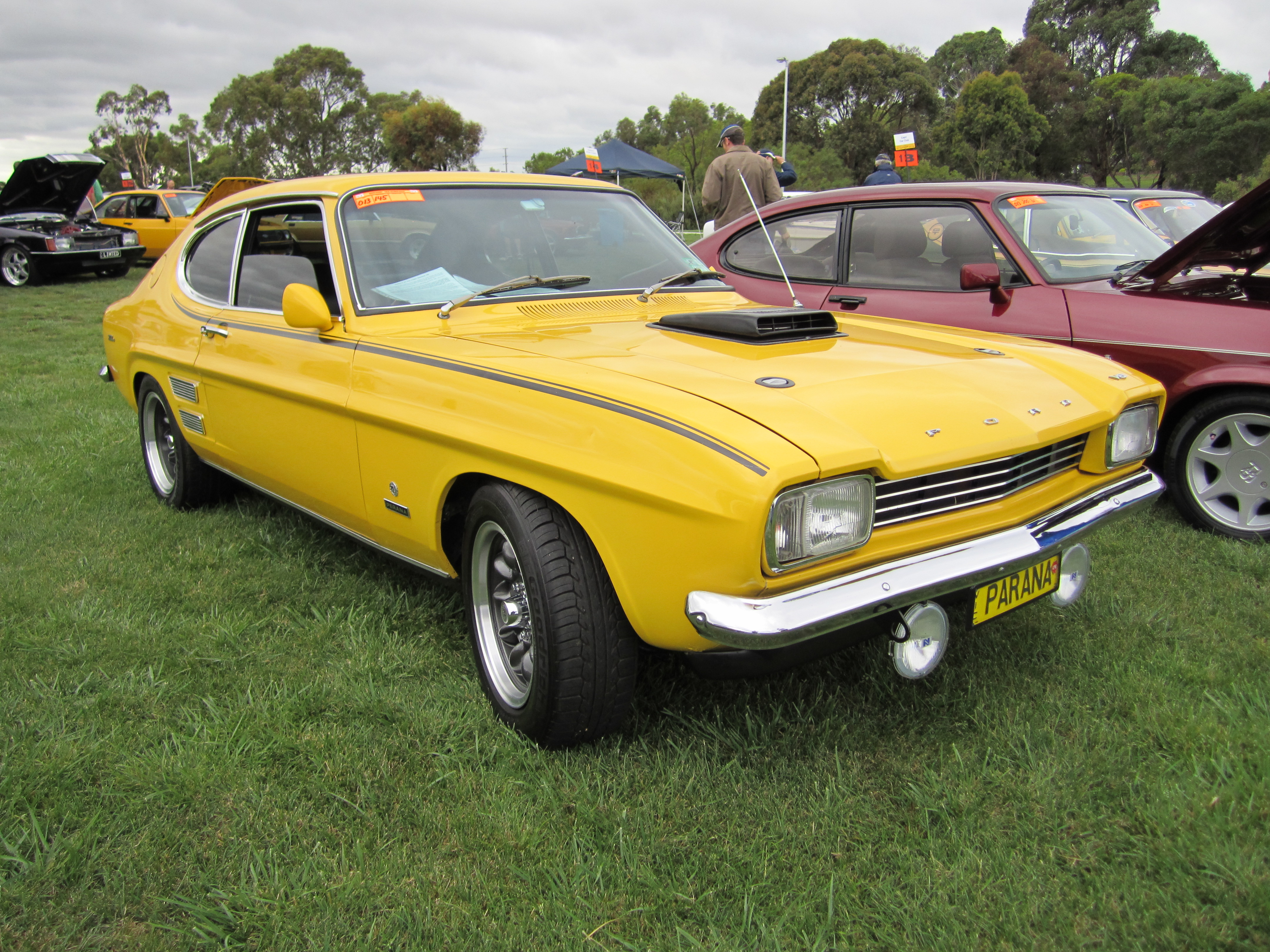
Ford Perana

Спортивные автомобили

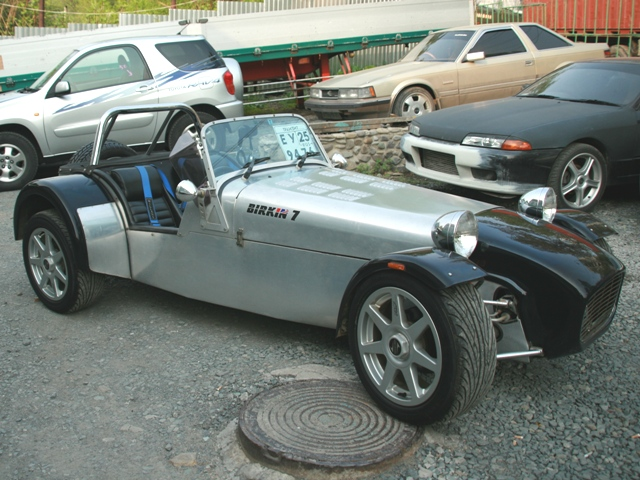
Birkin
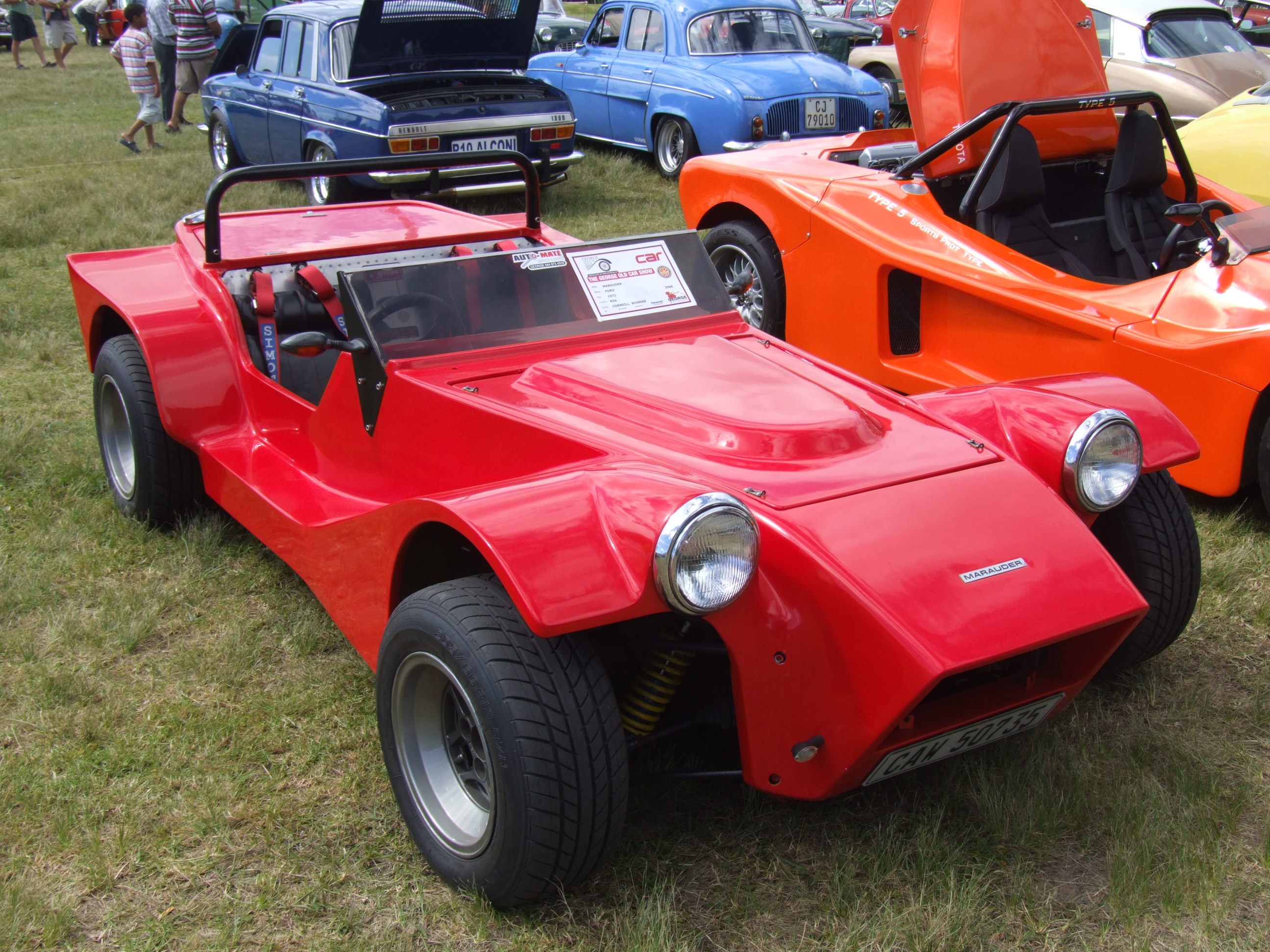
Ford Marauder
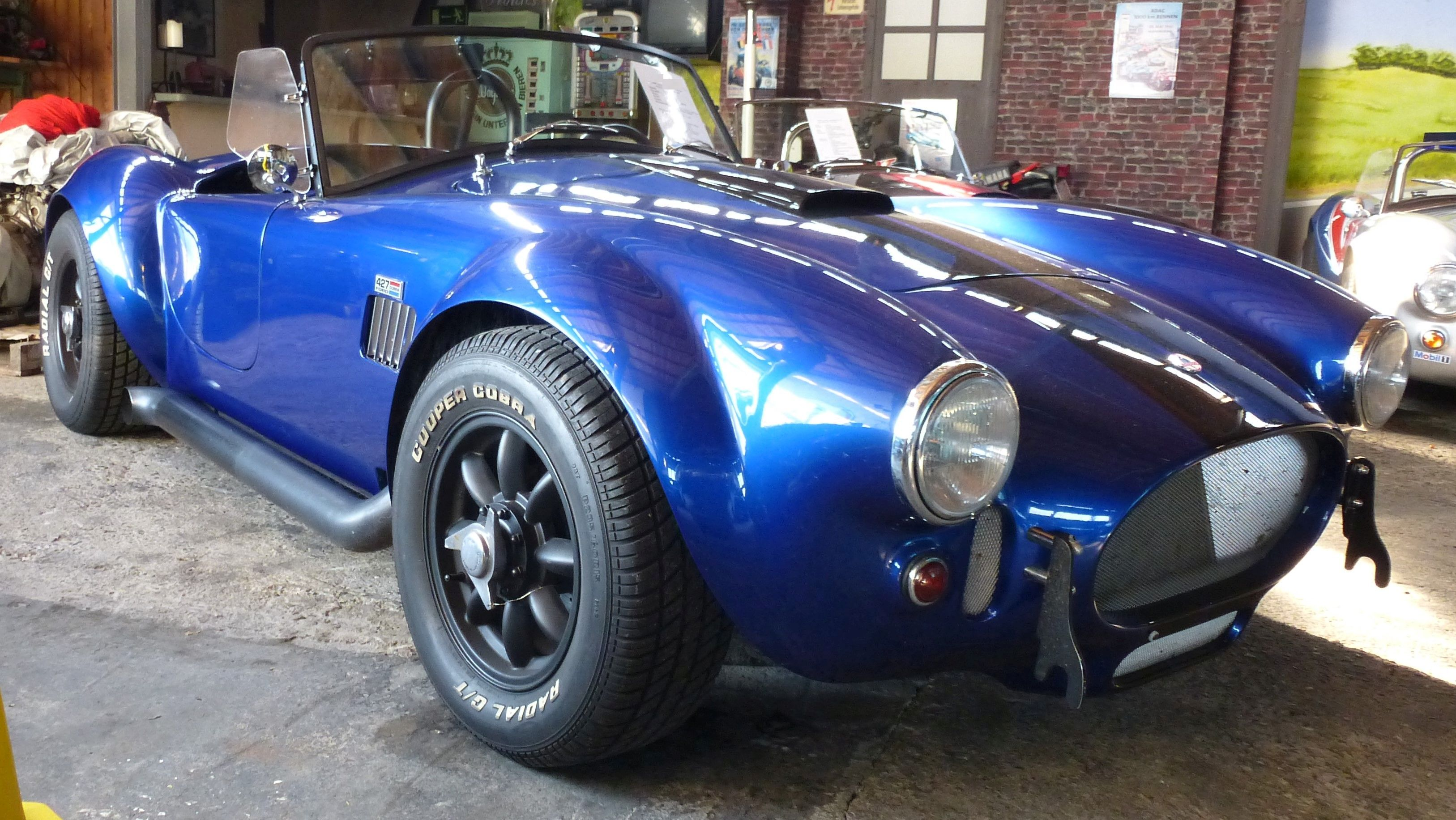
Backdraft Cobra
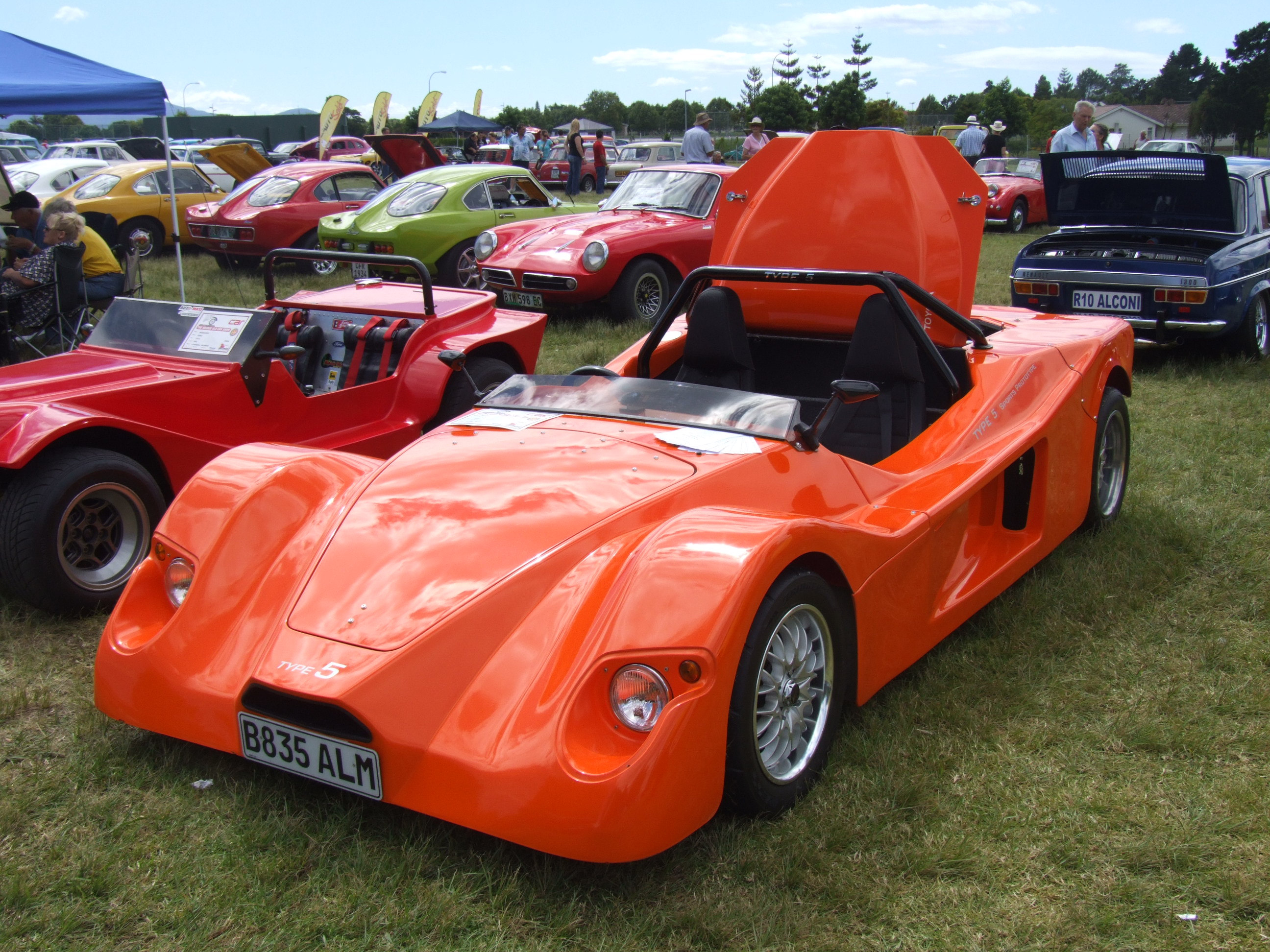
Harper Type 5

## Энергетика
По потреблению всех видов энергии на душу населения ЮАР занимает 61-е место в мире. Важнейшим источником энергии является уголь.
В 2000 году 93 % электроэнергии в стране вырабатывалось на тепловых электростанциях, работающих на каменном угле, к 2015 году этот показатель понизился до 80 %, за счёт активного развития солнечной и ветроэнергетики. Действуют ГЭС на реке Оранжевая, ряд ГАЭС, а также единственная в Африке атомная электростанция вблизи Кейптауна. Установленная мощность всех электростанций страны по состоянию на 2020 год составляла 62,7 млн кВт, что является крупнейшим показателем в Африке и 21-м в мире; на ТЭС на ископаемом топливе приходится 87,9 % установленной мощности, на АЭС — 5,2 %, ГЭС — 2,5 %, ветряные электростанции — 2,6 %, солнечные электростанции — 1,6 %. Потребление электроэнергии в 2019 году составило 202,3 млрд кВт·ч, экспорт — 14,5 млрд кВт·ч, импорт — 7,8 млрд кВт·ч, потери при передаче — 22,9 млрд кВт·ч.
Страна испытывает проблемы с недостатком выработки электроэнергии. С марта 2022 года в стране происходят длительные веерные отключения электричества на сроки до 12 часов в сутки. Причиной такого положения стало устаревание мощностей электростанций и проблемы с обслуживанием оборудования. 9 февраля 2023 года в связи с этим в стране было введён режим национального бедствия.
Добыча угля в 2020 году составила 248 млн т, из них 75 млн т было экспортировано. Нефтедобыча в 2021 году была на уровне 100 тыс. баррелей в день, что покрывало 15 % потребления нефтепродуктов (623 тыс. баррелей в день); НПЗ страны могут перерабатывать до 500 тыс. баррелей нефти в сутки. В 2019 году было добыто 1,23 млрд м³ природного газа, что составило четверть от потребления.

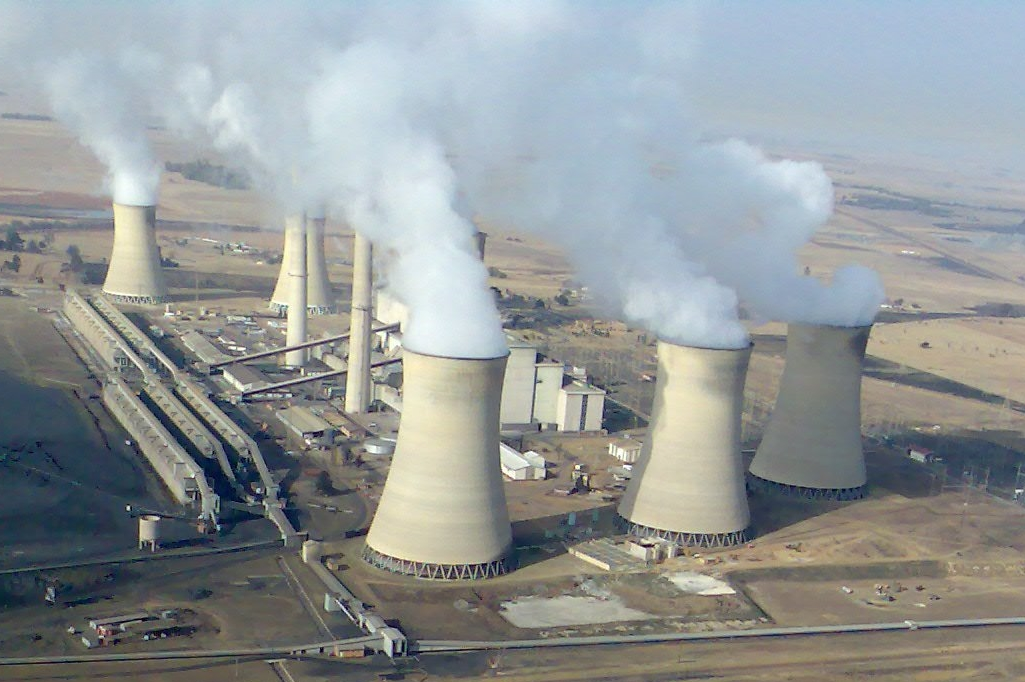
Угольная электростанция
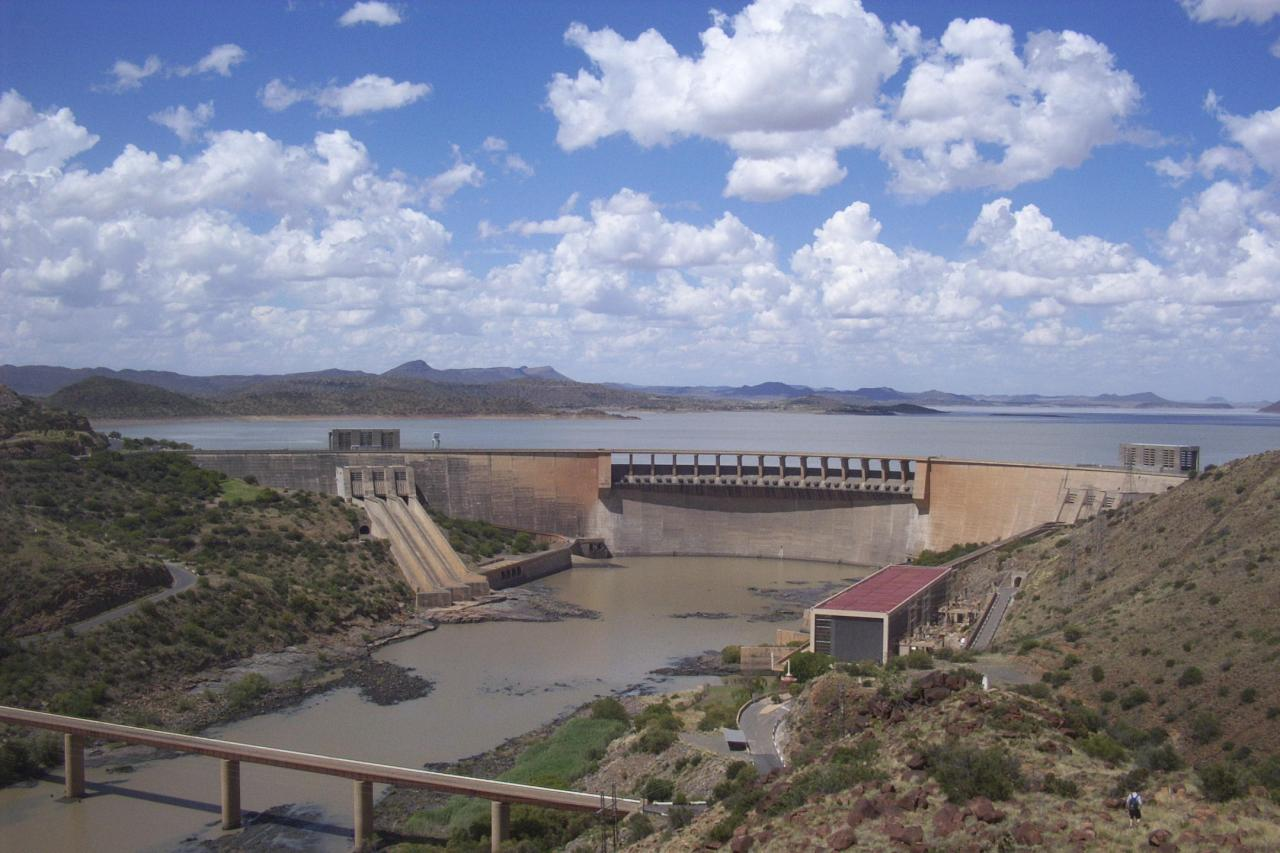
Гидроэлектростанция
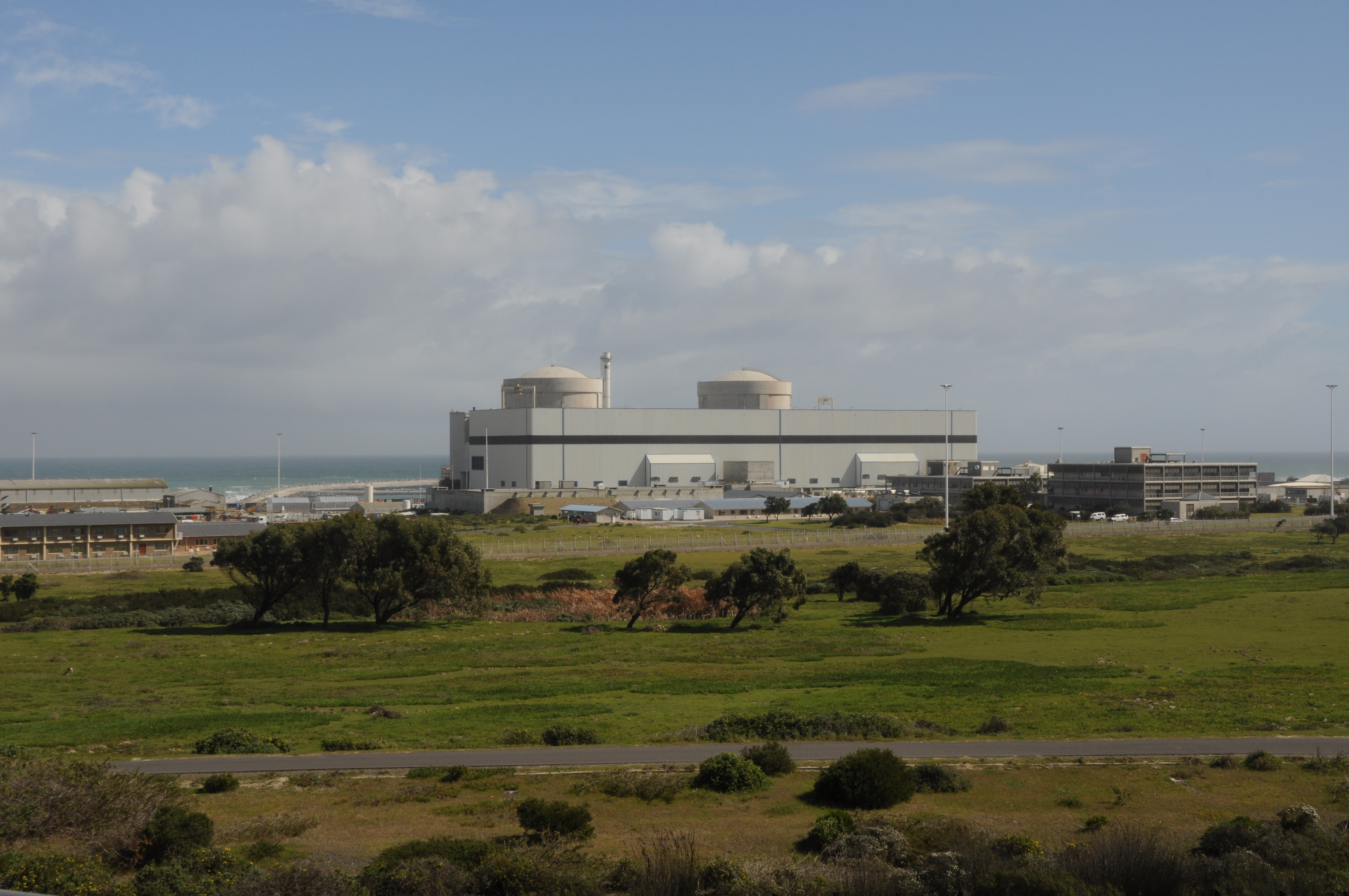
Атомная электростанция
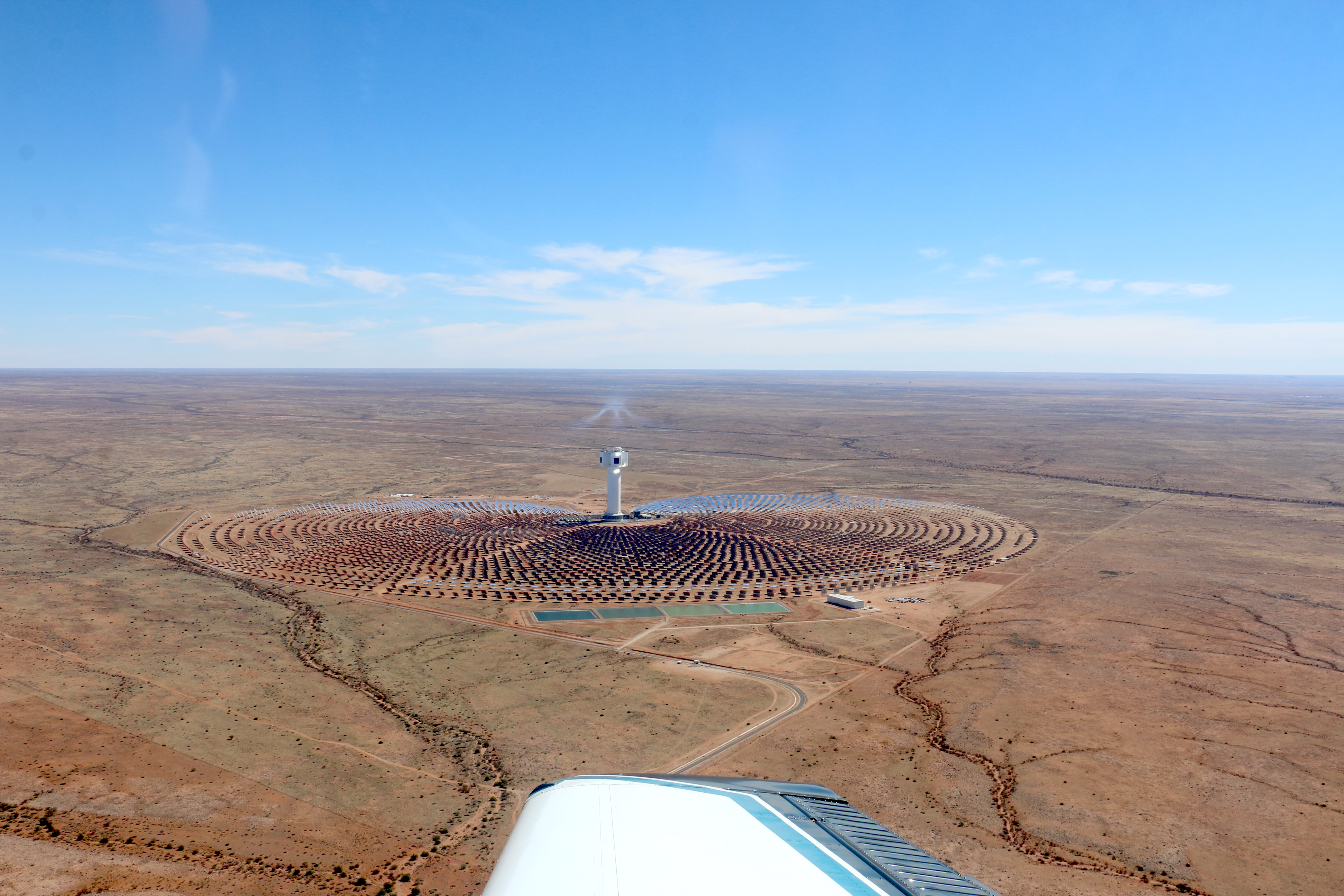
Солнечная электростанция
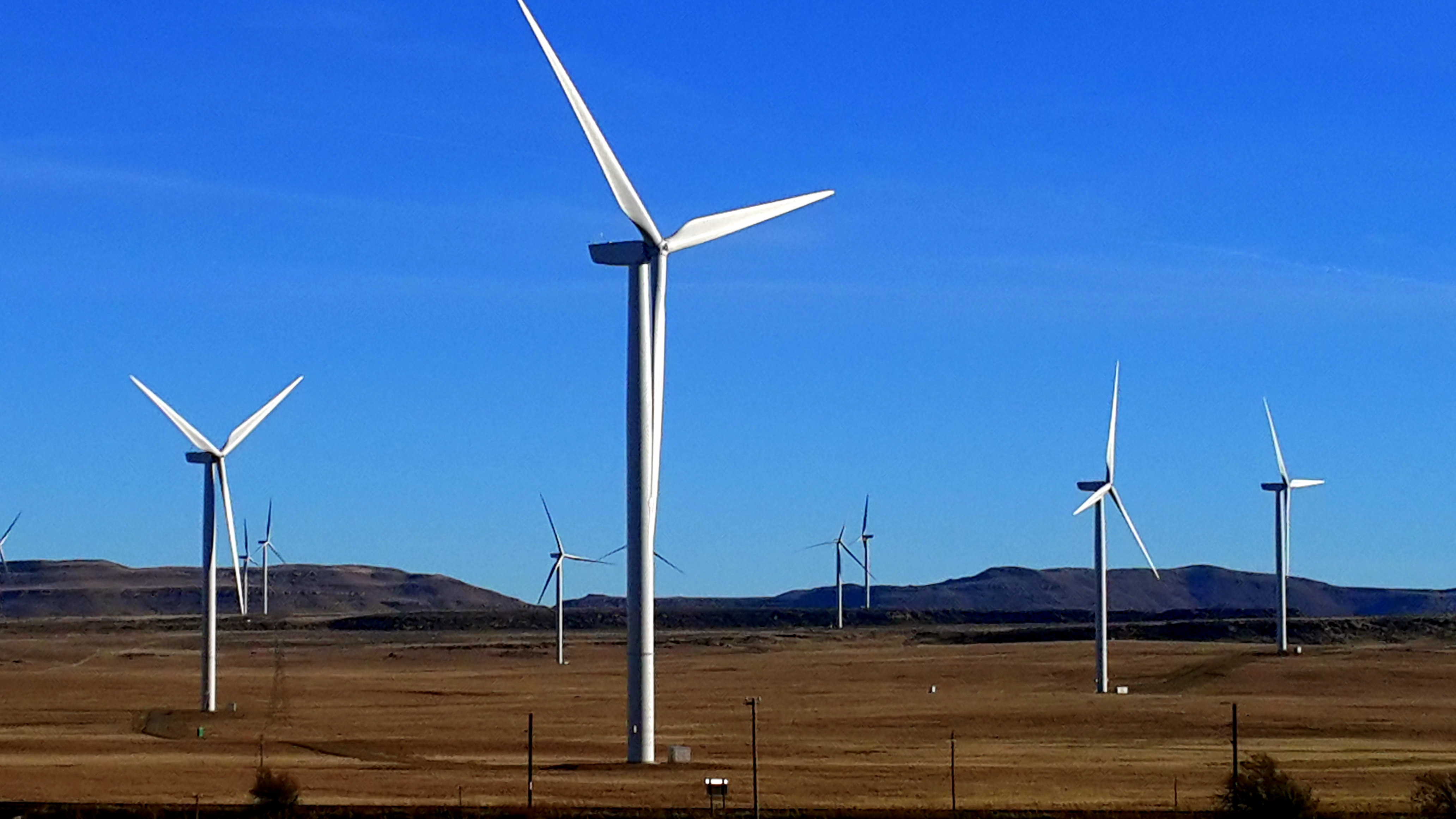
Ветряная электростанция

## Телекоммуникации
Стационарная телефонная связь в ЮАР развита очень слабо — всего 2 линии на 100 жителей. Зато по развитию мобильной связи страна занимает одно из ведущих мест не только в Африке, но и в мире, здесь в 2021 году было более 100 млн абонентов мобильной связи, то есть 1,69 на каждого жителя. Доступ к сети интернет имеют 72 % южноафриканцев, преимущественно через мобильные сети.

## Транспорт

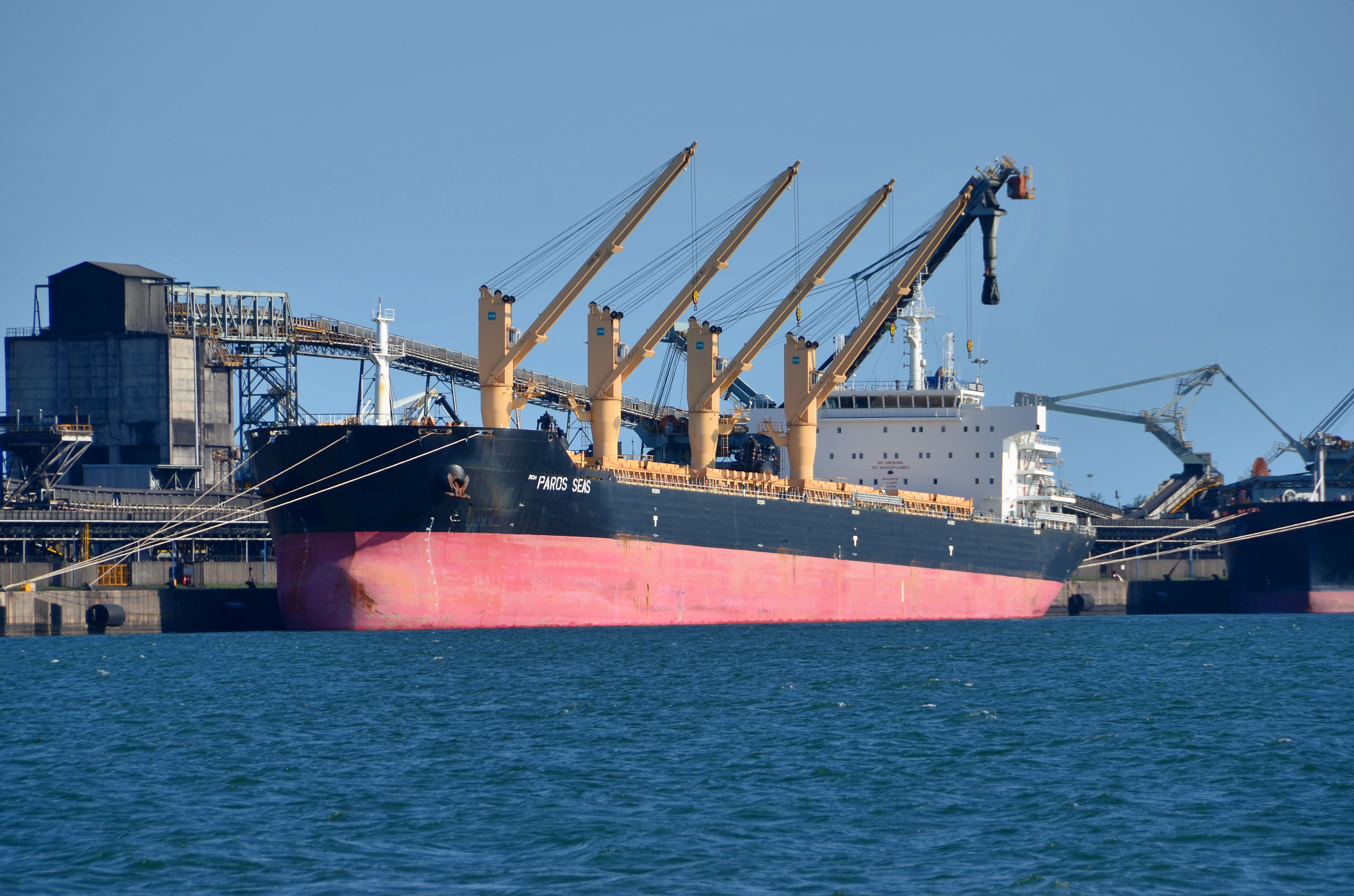
Угольный терминал в порту Ричардс-Бей

В ЮАР самая густая сеть железных и автомобильных дорог в Африке.
Общая длина железных дорог страны — свыше 20 тыс. км (2014). На железных дорогах используется «капская колея», равная 1067 мм (3’6"); менее половины путей электрифицировано. Железнодорожные перевозки в Лесото также осуществляются железнодорожной компанией ЮАР.
Протяжённость автомобильных дорог составляет 750 тысяч км (2014), из них 158 тысяч с твёрдым покрытием. В ЮАР заканчивается два трансафриканских автомобильных маршрута:
1. Шоссе Каир-Кейптаун
2. Шоссе Триполи-Кейптаун

Главные морские порты ЮАР — Дурбан, Кейптаун, Порт-Элизабет. Они самые оснащённые в Африке. Порт Ричардс-Бей используется для вывоза полезных ископаемых, и по грузообороту (86 млн т.) он занимает 1-е место в Африке и 20-е место в мире.
В стране насчитывается 407 аэропортов, включая 11 военных. Международные аэропорты находятся в Йоханнесбурге, Кейптауне, Дурбане, Претории.

## Финансовый сектор

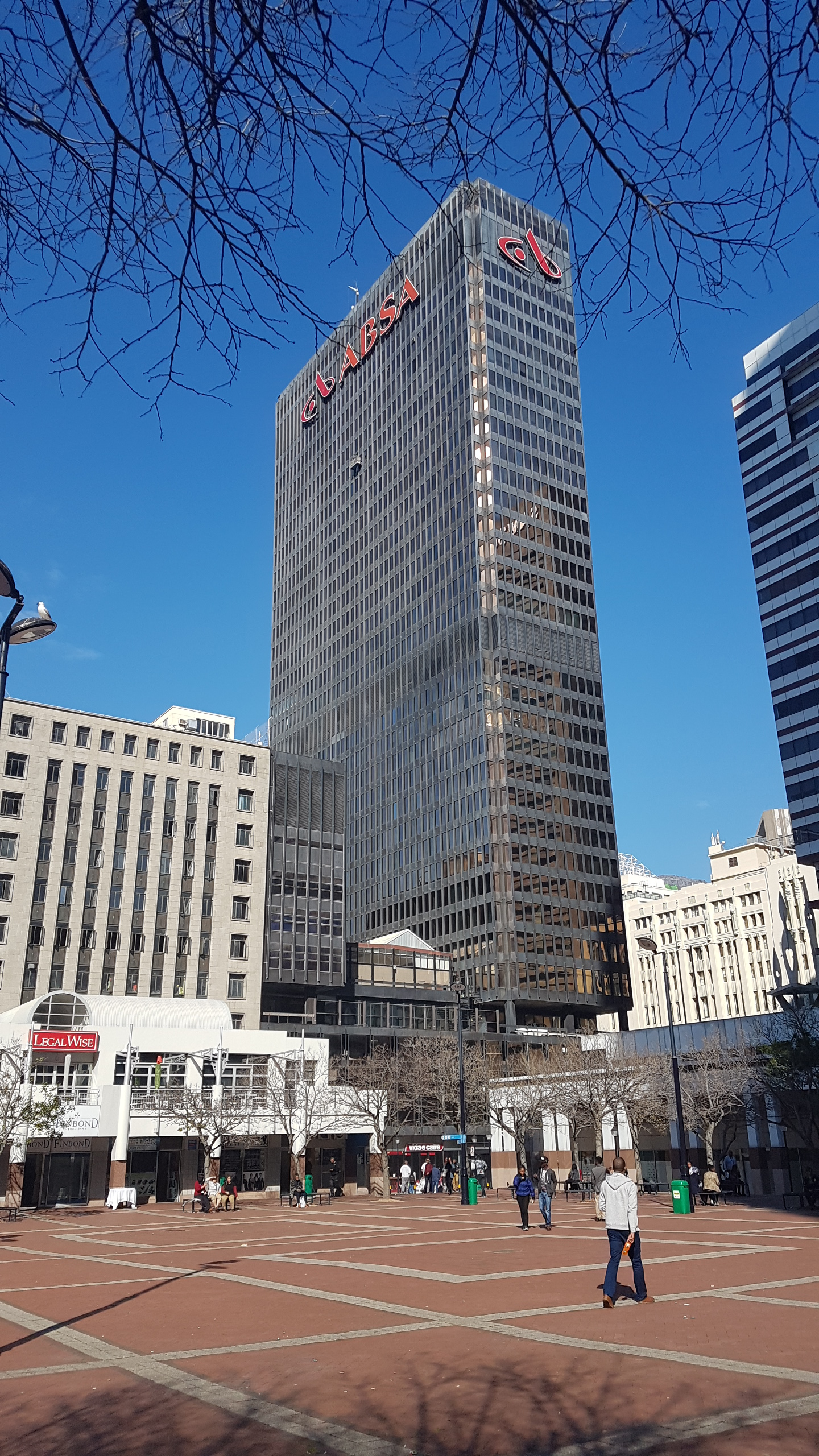
ABSA Centre в Кейптауне

Функции центрального банка выполняет Южно-Африканский резервный банк.
ЮАР имеет самый развитый банковский сектор на африканском континенте, из 10 крупнейших банков Африки 5 базируются в ЮАР. По состоянию на сентябрь 2022 года в стране работал 31 банк, крупнейшими из них являются Standard Bank, First National Bank, ABSA Group, Nedbank, Investec и Capitec (в сумме на них приходится более 90 % активов и депозитов).
На рынке страхования жизни ЮАР работают 60 компаний, однако на пять крупнейших из них приходится более 80 % активов (Sanlam, Old Mutual, Liberty Holdings, Momentum Metropolitan Holdings и Discovery Limited). В других видах страхования наибольшую долю на рынке имеют Sanlam, Hollard Group, Guardrisk Insurance Company, OUTsurance Holdings.

## Внешняя торговля
По состоянию на 2021 год ЮАР занимала 34-е место в мире по экспорту и 43-е по импорту. Основными экспортными товарами являются платина, золото, железная руда, алмазы и уголь, импортируются нефть и нефтепродукты, автомобили и комплектующие, телекоммуникационное оборудование.
Крупнейшим торговым партнёром ЮАР является Китай, в него направляется в первую очередь минеральное сырьё (70 % стоимости экспорта), а также стальные изделия, драгметаллы, овощи и текстиль; импортируется из Китая оборудование (46 % импорта), стальные изделия, текстиль, химикаты и пластмассы. Торговый баланс с Китаем отрицательный.
Из стран Евросоюза основным партнёром является Германия. В Европу экспортируются автомобили, минеральное сырьё и драгметаллы, из Европы поступает минеральное сырьё, оборудование и комплектующие.
Более половины экспорта в США и Великобританию приходится на драгметаллы, а из этих стран поступают оборудование, химикаты, целлюлозно-бумажная продукция и различные транспортные средства. Экспорт в эти страны намного превышает импорт.
Значительная часть внешней торговли приходится на другие страны Африки. Крупнейшим источником импорта является Нигерия, а экспортируются товары преимущественно в соседние страны (Ботсвана, Мозамбик, Намибия, Зимбабве, Замбия, Эсватини, Лесото и другие).

## Доходы населения
По состоянию на 1 квартал 2019 года в ЮАР был самый высокий среди всех стран Африки средний размер оплаты труда: R20 855 (1324 евро), на уровне Тайваня (NT$47 868, около 1368 евро). В ЮАР не было минимального размера оплаты труда. В ноябре 2018 года президент ЮАР подписан закон о минимальном размере оплаты труда. С 1 января 2019 года он составляет R20 ($1,46) в час и R3500 ($256,86) в месяц. Для сельскохозяйственных рабочих ставка составляет R18 ($1,32) в час, а для домашних работников R15 ($1,10) в час. С 1 марта 2022 года минимальный размер оплаты труда в ЮАР составляет R23,19 ($1,59) в час, R185,52 ($12,72) в день и R4000 ($274,19) в месяц, а для работников, занятых в рамках расширенной программы общественных работ ставка составляет R12,75 ($0,87) в час.

## Безработица
По состоянию на май 2023 года безработица в ЮАР является одной из самых высоких в мире. Уровень безработицы составляет 32,9 %, а среди молодежи от 15 до 34 лет уровень безработицы составляет 46,5 %.

## Экономические показатели
| Год  | Рост ВВП, % | ВВП, номинал, млрд $ | ВВП по ППС, млрд $ | ВВП на душу населения (ППС), тыс. $ | Инфляция, % | Безработица, % | Госдолг, % от ВВП | Счёт текущих операций, % от ВВП |
| ---- | ----------- | -------------------- | ------------------ | ----------------------------------- | ----------- | -------------- | ----------------- | ------------------------------- |
| 1980 | 6,6         | 89,4                 | 148,6              | 5,11                                | 14,2        | 9,2            |                   | 3,7                             |
| 1981 | 5,4         | 93,2                 | 171,4              | 5,75                                | 15,3        | 9,8            |                   | -5,5                            |
| 1982 | -0,4        | 85,9                 | 181,3              | 5,92                                | 13,7        | 10,8           |                   | -4,0                            |
| 1983 | -1,8        | 96,2                 | 184,9              | 5,89                                | 12,8        | 12,5           |                   | -0,4                            |
| 1984 | 5,1         | 84,8                 | 201,3              | 6,25                                | 11,3        | 13,7           |                   | -2,2                            |
| 1985 | -1,2        | 64,5                 | 205,2              | 6,22                                | 16,6        | 15,5           |                   | 3,6                             |
| 1986 | 0,0         | 73,4                 | 209,4              | 6,21                                | 18,1        | 16,0           |                   | 3,8                             |
| 1987 | 2,1         | 96,5                 | 219,0              | 6,36                                | 16,5        | 16,6           |                   | 5,3                             |
| 1988 | 4,2         | 104,0                | 236,3              | 6,71                                | 12,8        | 17,2           |                   | 2,5                             |
| 1989 | 2,4         | 108,1                | 251,4              | 6,99                                | 14,6        | 17,8           |                   | 1,4                             |
| 1990 | -0,3        | 126,0                | 260,0              | 7,07                                | 14,4        | 18,8           |                   | 1,2                             |
| 1991 | -1,0        | 135,2                | 266,1              | 7,06                                | 15,2        | 20,2           |                   | 1,0                             |
| 1992 | -2,1        | 147,0                | 266,3              | 6,89                                | 14,0        | 21,2           |                   | 1,3                             |
| 1993 | 1,2         | 147,2                | 276,0              | 6,97                                | 9,7         | 22,2           |                   | 1,9                             |
| 1994 | 3,2         | 153,6                | 290,9              | 7,17                                | 8,8         | 22,9           |                   | 0,0                             |
| 1995 | 3,1         | 171,7                | 306,2              | 7,39                                | 8,8         | 16,5           |                   | -1,5                            |
| 1996 | 4,3         | 163,3                | 325,2              | 7,70                                | 7,3         | 20,3           |                   | -1,0                            |
| 1997 | 2,6         | 169,0                | 339,4              | 7,91                                | 8,6         | 22,0           |                   | -1,3                            |
| 1998 | 0,5         | 152,9                | 345,0              | 7,92                                | 7,0         | 26,1           |                   | -1,5                            |
| 1999 | 2,4         | 151,4                | 358,2              | 8,10                                | 5,1         | 23,3           |                   | -0,4                            |
| 2000 | 4,2         | 151,9                | 381,7              | 8,50                                | 5,3         | 23,0           | 37,9              | -0,1                            |
| 2001 | 2,7         | 135,5                | 400,9              | 8,77                                | 5,7         | 26,0           | 38,0              | 0,2                             |
| 2002 | 3,7         | 129,4                | 422,2              | 9,11                                | 9,0         | 27,8           | 31,8              | 0,8                             |
| 2003 | 2,9         | 197,0                | 443,2              | 9,47                                | 5,9         | 27,7           | 31,5              | -0,7                            |
| 2004 | 4,6         | 256,2                | 475,8              | 10,06                               | 1,4         | 25,2           | 30,7              | -2,5                            |
| 2005 | 5,3         | 288,8                | 516,7              | 10,79                               | 3,4         | 24,7           | 29,6              | -2,8                            |
| 2006 | 5,6         | 304,1                | 562,4              | 11,61                               | 4,7         | 23,6           | 28,0              | -4,0                            |
| 2007 | 5,4         | 332,7                | 608,6              | 12,40                               | 7,1         | 23,0           | 24,3              | -4,8                            |
| 2008 | 3,2         | 316,5                | 640,1              | 12,85                               | 11,0        | 22,5           | 24,0              | -5,0                            |
| 2009 | -1,5        | 331,2                | 634,3              | 12,55                               | 7,2         | 23,7           | 27,0              | -2,4                            |
| 2010 | 3,0         | 417,3                | 661,4              | 12,89                               | 4,2         | 24,9           | 31,2              | -1,3                            |
| 2011 | 3,2         | 458,7                | 696,5              | 13,36                               | 5,0         | 24,8           | 34,7              | -2,0                            |
| 2012 | 2,4         | 434,4                | 698,2              | 13,19                               | 5,6         | 24,9           | 37,4              | -4,7                            |
| 2013 | 2,5         | 400,9                | 730,5              | 13,59                               | 5,7         | 24,7           | 40,4              | -5,3                            |
| 2014 | 1,4         | 381,2                | 741,9              | 13,59                               | 6,1         | 25,1           | 43,3              | -4,8                            |
| 2015 | 1,3         | 346,7                | 758,9              | 13,70                               | 4,6         | 25,4           | 45,2              | -4,3                            |
| 2016 | 0,7         | 323,5                | 772,8              | 13,74                               | 6,3         | 26,7           | 47,1              | -2,7                            |
| 2017 | 1,2         | 381,3                | 790,2              | 13,84                               | 5,3         | 27,5           | 48,6              | -2,4                            |
| 2018 | 1,5         | 404,0                | 821,5              | 14,18                               | 4,6         | 27,1           | 51,7              | -2,9                            |
| 2019 | 0,3         | 388,5                | 838,8              | 14,27                               | 4,1         | 28,7           | 56,2              | -2,6                            |
| 2020 | -6,3        | 337,5                | 795,8              | 13,35                               | 3,3         | 29,2           | 69,0              | 2,0                             |
| 2021 | 4,9         | 418,9                | 872,4              | 14,51                               | 4,6         | 34,3           | 69,0              | 3,7                             |
| 2022 | 2,0         | 405,7                | 952,6              | 15,72                               | 6,9         | 33,5           | 71,0              | -0,5                            |
| 2023 | 0,1         | 399,0                | 990,0              | 16,09                               | 5,8         | 34,7           | 72,3              | -2,3                            |